# Герб і прапор Трансильванії
Герб і прапор Трансильванії були надані Марією Терезією в 1765 році, коли вона заснувала Велике князівство в межах монархії Габсбургів. Хоча жоден символ не має офіційного статусу в сучасній Румунії, герб вживається в межах національного румунського герба; він також протягом десятиліть був складовою частиною угорського герба. У верхній половині він містить орла, який, можливо, був одним із найдавніших регіональних символів, або ж є локальною версією польського орла. Ранні версії трансильванських гербових фігур були вперше розроблені в Габсбурзькій Угорщині десь до 1550 року, і тому були символами претендентства.
Герб бува засвідчений лише тим, що використовувався Трансильванським князівством у 1580 році або після нього. Першим князем, який їх визнав і використав, був Сигізмунд Баторі, який також спростив зображення. Герб увійшов до геральдичної спадщини протягом наступних кількох десятиліть, і під час правління Акоса Барсая був кодифікований як символи трьох окремих юрисдикцій: орел означав власне Трансильванію, сонце і півмісяць — Секейську землю, сім веж промовистий герб по трансильванських саксів -населення міст. Їх також широко розуміють як етнічні символи трьох привілейованих націй (за винятком румунів), але це тлумачення критикується різними істориками як неточне.
До Марії Терезії правителі Трансильванії використовували різноманітні прапори, які частіше включали сімейні або фракційні символи, такі як «вовчі зуби» Баторіїв; Принц Сигізмунд також використовував прототип угорського триколору, але практика згасла задовго до завоювання Габсбургів. Триколор Габсбургів Трансильванії та прапор Румунії зовні нагадують один одного: Трансильванія має синьо-червоно-жовтий колір, який відображається горизонтально, тоді як Румунія синьо-жовто-червоний, вертикально. Трансильванські кольори були кодифіковані з геральдичних тинктурах, але румунські вчені, такі як Йосип Стелка-Сулутй приписували їм дацьке походження і посилалися на румунський етногенез. Вони стали популярними серед румунської громади Трансильванії на пізніх етапах революції 1848 р. Після заміни поєднань синього, червоного та білого.
На таких підставах трансильванські прапори часто використовувались в Австро-Угорщині для маскування святкувань румунського націоналізму, і як такі сприяли загостернню угорсько-румунського конфлікту до і під час Першої світової війни. У цьому контексті посилання на «трансильванський триколор» часто відноситься до синьо-жовто-червоної горизонтальної варіації. Саксонські організації традиційно зводили триколор до синьо-червоного або червоно-блакитної композиції, що також не подобалося угорській владі. Обидва набори прапорів вивішували громади, що підтримували союз 1918 року з Румунією; після цього угорські автономісти прийняли символи, похідні Трансильванії. У Землі Секії активісти, що підтримують автономію, використовують блакитно-золото-срібні прапори .

## Історія

### Рання геральдика

Герб у XVI столітті, як зображено у Cod. icon. 391

Регіон мав чітку юрисдикцію під проводом воєводи Трансильванії з ХІІ століття. Чи використовувався він на цьому етапі геральдичний символ, є предметом суперечок серед сучасних геральдистів. Дан Черноводяну відкидає це твердження, аргументуючи тим, що існувала загальна незацікавленість у регіональній геральдиці, що проявляється у всій середньовічній Угорщині; Подібним чином Каролі Кістелекі стверджує, що: «Трансильванія не мала самостійного герба в середньовічному угорському королівстві до 1526 року». « Книга знань про всі королівства» стверджує, що «зелений прапор з червоним ятаганом» означає «Королівство Сілуана» або «Septem Castra». Останнє є посиланням на Трансильванію як країну «семи міст». На думку історика Юліана Мар'яна, це ім'я може передувати завоюванню Угорщини і простежується до Римської Дакії. Він стверджує, що сім веж, можливо, вже були трансильванським символом на цьому етапі, зазначаючи, що «дакійський» мегаполіс Сірміум був представлений вежею на червоному полі.
Угорські джерела, проаналізовані в ХІХ столітті Йозефом Бедеусом фон Шарбергом та Ніколає Денсуньяну припускають, що трансильванські війська воювали під орлиним прапором; точність такої звітності взагалі сумнівна. Кілька гербовників XV століття згадують «Duke of Weydn» або «Weiden», який може ставитися до Трансильванського воєводі або Dukes, використовуючи орла на срібному чи блакитному полі. Серед сучасних експертів Тудор-Раду Тірон аргументує існування трансильванського орлиного щита, беручи доказом рельєф Чорної Церкви та печатку графства Феєр. Обидва, стверджує він, можуть бути «геральдизацією» римської аквіли та як такі народні символи «Дакії».
На цьому найранішому етапі окремі воєводи також мали власні засвідчені герби. Томас Сечені, який правив у 1350-х роках, використовував лева в поєднанні з смугами Арпада. Одна з теорій передбачає, що Варфоломій Драгффі, піднявшись на посаду в 1490-х роках, використовував голову тура, яка також була основним елементом молдавської геральдики. Право на використання індивідуального герба було суворо обмежене кодексами Іштвана Вербовція, введеним в 1514 році. Це фактично виключило багатьох волохів із числа угорської знаті.
Деякі альтернативні геральдичні символи були введені двома різними етнічними спільнотами: трансильванськими саксами та секеями. Колишня група мала свою «єдину печатку» ще в 1224 році, хоча досі не зафіксовано, що це був за символ. За словами Мар'яна, його дизайн був таким самим, як печатка 1302 р., На якій зображено трьох чоловіків, що стоять на колінах, і стоячого, що тримає корону. У 1370 році він був замінений варіантом, що поєднує угорський і капетинський герб Людовіка I, поряд із композицією орла-троянди. Оригінальний символ секеїв мав руку, що тримала меч, часто пронизуючи крізь корону, відрубану голову ведмедя та серце, іноді поряд із зіркою та півмісяцем; поле, хоча його часто трактували як блакитне, було, швидше за все, червоним. Загрожуючи повстанням селян 1437 р., Унія трьох націй встановила режим феодальних привілеїв, відомий як Unio Trium Nationum. Цей захід традиційно проводиться як джерело нового герба секеїв, на якому показано лише сонце та зростаючий місяць. Мар'ян зазначає, що ці два символи також використовувались у середньовічних герах як візуальне зображення Куманії та волохів.
Врешті-решт Османська імперія захопила центральну Угорщину в 1541 році, залишивши Трансильванію відновити себе як Угорське королівство. Протягом перших десятиліть реорганізації під керівництвом Яноша ІІ Жигимонта Заполья регіон фактично використовував герб Угорщини, хоча одна популярна легенда приписує створення герба Трансильванії тому самому Запольї. Військові розпорядження Заполья накладали правила набору на роботу в комітатах Трансильванії, вказуючи, що кожен округ матиме свій прапор. Тим часом суперницькі претензії до Трансильванії були подані Габсбурзькою Угорщиною, яка була частиною більшої Габсбурзької монархії і, таким чином, династично приєднана до Священної Римської імперії. Трансильванський символ, ймовірно, був розроблений при дворі Фердинанда I і базувався на саксонській геральдиці, показуючи схрещені мечі та трікветру. Цю версію опублікували Георг Райхерсторффер (1550) та Мартін Шрот (1581).
Рукопис в Баварській державній бібліотеці (Cod. Icon. 391) зберігає, можливо, першу версію сучасного трансильванського герба — розробленого під впливом Габсбургів і, ймовірно, ще за часів правління Заполі. Він має голову коронованого орла у главі, і сім червоних веж , на семи зелених пагорбах, на срібному полі. Його конструкція може приєднатись до попереднього орлиного прапора з промовистим гербом для Siebenbürgen («Сім міст», німецька назва Трансильванії); схоже, кольорова гама цілеспрямовано базується на угорських кольорах. У 1560-х роках сім веж були зображені на монетах, виданих клієнтом Габсбурґів Деспотом Воде, який став господарем Молдавії. На цих артефактах також представлені молдавські зубри та волоський птах, що демонструє прагнення Геракліда об'єднати три царства під однією короною. 1596 року Левінус Халзіус з Нюрнберга опублікував ще одну впізнавану версію герба Трансильванії, показуючи коронованого орла на семи пагорбах, з кожним пагорбом, увінчаним вежею; герб не можна реконструювати.

Прапор "Королівства Силуана" у Книзі знань усіх королівств
"Вейденський герб", можливо, представляє воєводу Трансильванії (версія 1438)
Саксонські герби Германштадта (до 1470 р.); кольори гіпотетичні
Прапор секеїв, бл. 1500
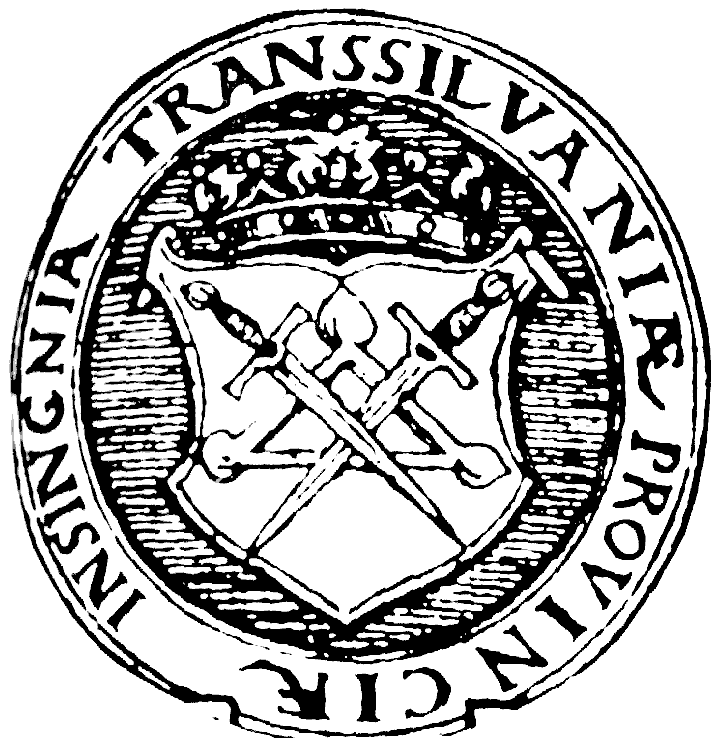
Печатка Трансильванії з мечами та ами (варіант Георга Райхерсторфера, 1550)

### Баторій і Михаїл Хоробрий
Східне Королівство було знижено його османськими сюзеренами до Трансильванського князівства в 1570 році. Як і з іншими османськими клієнтами, блискуча Порта надавала новим князям прапори влади; вони проходили на церемоніях поряд з каптанами та скіпетрами. Трансильванія також зберегла заполінську практику організації військових частин під окремими прапорами повітів. У геральдичній практиці це продовжило використання угорських королівських діадем. Їх наметом були срібні та або блакитні, які, ймовірно, були залишками хорватської та далматинської тинктури.
Колишнє царство Запольї було зайняте Стефаном Баторієм в 1576 році. Хоча він був першим, хто наголосив на своєму княжому титулі, він не створив жодного геральдичного символу для регіону, а натомість представив герб сім'ї Баторії (три «вовчі зуби») як допоміжний елемент. Служивши регентом у 1580 році, Криштоф Баторій, можливо, видав геральдичну медаль, де зображений орел і сім веж поряд із сонцем секеїв та зростаючим місяцем, але це може бути підробкою. Син Стефана, Жигимонт Баторі, відкинув османське панування і приєднався до Габсбургів у Священній лізі, визнаний Рейхсфюрстом у 1595 році. Це дозволило йому об'єднати версії Баторіїв та Гульсія в єдиний герб, який також включав молдавського тура і волоського орла, що відображає претензії Баторія на сюзеренітет над обома країнами.
Жодна кольорова версія печатки не збереглася. Незважаючи на те, що автори Гербовника Зібмахера виводили герби протягом 1890-х рр. і історик Константин Мойзіл їх описує як соболячі фігури на блакитному (для орла) та (або для семи веж), підданий критиці Черноводяну — як він зазначає, штрихування печатки передувало сучасним конвенціям, і тому не могло бути належним чином реконструйоване. Рельєф трансильванського герба був вирізаний, ймовірно, за наказом Сигізмунда, в столиці Молдови Сучаві, що ще раз підкреслює його регіональне панування. Цей варіант зберігав лише сім веж і замінив орла «імператорською короною», яку підтримували два леви. Геральдика Сигізмунда стандартизує зображення веж, видаливши відповідні пагорби. Отже, він став основним шаблоном для більш сучасних подань, будучи також першим, який, безумовно, включав сонце-місяць секеїв.
Останнє нововведення часто описують як виконання візуального зображення Unio Trium Nationum з неявним пропуском румунів Трансильванії. У цьому читанні орел представляє угорське шляхетство, а башти — це допомога саксонським містам. За словами історика Саболча де Ваджая, жоден із цих символів не існував до 1590-х років, але був привласнений їх гербовими особами після першого появи на печатці Сигізмунда. Подібним чином Мар'ян стверджує, що сакси поширювали винайдену традицію про походження семи веж як етнічного символу, датуючи їх датою ХІІІ століття. Йосип Бедеус фон Шарберг та інші дослідники припускають, що орел походить з герба Польщі, натякаючи на правління Баторія як короля Польщі. Птах мав особливе значення для забобонного Сигізмунда, який приписував свої перемоги у Валахії орнітомантності; подібним чином він використовував альтернативний герб із зображенням трьох сонць, що, очевидно, стосувалося його свідків сонячного пса.
У 1599 році, після поразки під Келімбером, Баторії були витіснені з Трансильванії волоським принцом Михайлом Хоробрим, який згодом також поширив свій контроль на Молдавію. За час свого перебування у владі Михайло видав документи з новими печатками, які включали як волоські, так і молдавські символи; також були представлені два леви, що розгулювались. Румунські вчені не погоджуються щодо того, чи останній символ покликаний представляти Трансильванію. У той час як Григоре Тоцілеску, Дімітрі Ончіул і Пол Гор підтримували цю ідею, інші, в тому числі Мойзіл та Іоан К. Філітті, оголосили «серйозні сумніви» і розглядають левів як особисту емблему Михайла. Черноводяну пропонує, що леви можуть представляти Трансильванію опосередковано, як «Дакію», відзначаючи подібні описи «дацької зброї» в працях Ніколае Костіна та Павао Ріттера Вітезовича.
Прапори, захоплені Михайлом та його союзником Габсбургів Джорджо Бастою під час битви при Гуруслау, деякі з яких також зображені на картинах Ганса фон Аахена, дають додаткове розуміння геральдичної символіки князівства. Зразки включають синьо-білі прапори секеїв, що відображають старі та нові символи разом. На полі бою були захоплені різноманітні прапори Баторія, на видному місці були зображені «вовчі зуби», але без жодного елемента з герба. Як зазначив в 1910 р. Історик Іосиф Стерца-Чулуджіу, «вони різного роду кольорів і форм, жоден з яких не має жодного значення». За словами дослідника Константина Резачевічі, білий варіант на живописі Аахена (демонструючи те, що Резачевічі ідентифікує як «бивні слона») був натхненням для власного прапора Валахії Михайла Хороброго.

Левін Гульсій, версія 1596 року
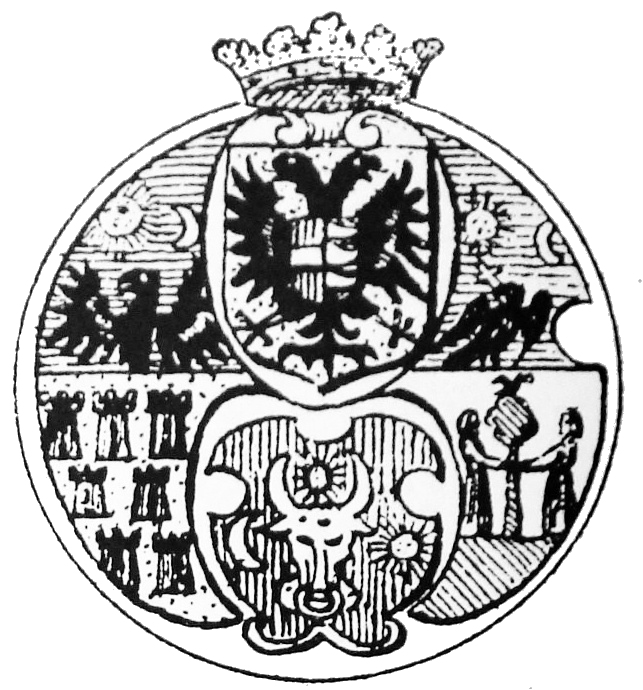
Складові герба Жигимонта Баторія
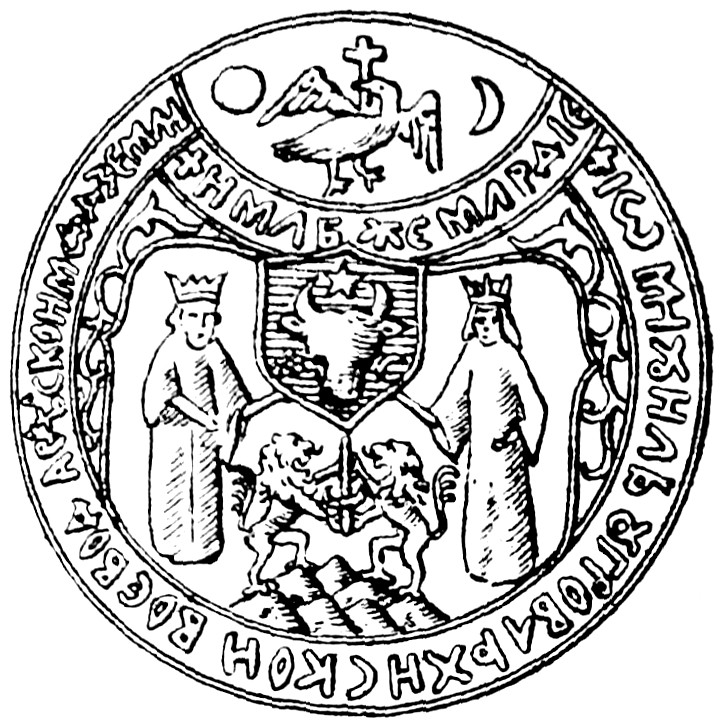
Печатка, яку використовував Михайло Хоробрий, із зображенням двох левів
Прапор "Вовчі зуби", захоплений у битві при Гуруслау
Значок "Вовчі зуби" з карти 1645 року

### Варіанти XVII століття

Прапор Габора Бетлена

У 1601 році, на початку свого третього і останнього правління в Трансильванії, принц Сигізмунд отримав від свого володаря Мехмеда III червоно-біло-зелений прапор, який зовні нагадував сучасний угорський триколір. Вчений Петр Вачі зазначає, що в цілому цю «рішуче угорську» колірну схему частіше сприймали угорці на територіях, що перебувають під контролем Габсбургів, зокрема гусари, які намагалися взяти Трансильванію в 1611 році; вони мали «20 червоно-біло-зелених шовкових прапорів». На противагу цьому: «Князі Трансильванії мали власні прапори, які майже завжди були монохромними, із власним гербом і гербом країни».
Один із союзників і суперників Михайла, Мойсей Секелі, ненадовго зайняв трон Трансильванії в 1603 році. Його печатки включали зображення нестримних левів, але є незгода щодо того, чи натякають вони на геральдику Михайла або на власний сімейний герб Мойсея. Прийнявши посаду принца в 1605 році, Іштван Бочкай видалив левів і ненадовго відновив сім гір, також змінивши загальне розташування. Бочкай також був першим трансильванським князем, який включив державні герби на монети, демонструючи їх поряд зі своїми родинними гербами або монархією Заполья; всі три символи з'явилися на прапорах, які неслись окремо під час його похоронної процесії в 1607 р. Його наступник Жигмонд Ракоці використав інший дизайн орла, який, на думку таких істориків, як Бедеус та Мар'ян, насправді був відродженням польського орла; Мойзіл розглядає це як запозичення з особистого герба князя. На цьому етапі трансильванський орел був використаний для карбування монет, випущених саксонським містом Кронштадт (Брашов), який піднявся на повстання проти Ракоці.
До 1621 року антигабсбурзький принц Габор Бетлен включив свою претензію на Землі угорської корони, зобразивши на одному щиті герби Угорщини та Трансильванії. Його багряний ластівчиний хвіст, що возз'єднав герб родини Бетлен та трансильванські символи (чорний орел, сім червоних веж на золоті тощо), був збережений і відтворений у пізніші століття. Ще один червоний прапор, який зберігся лише на двох сучасних гравюрах, згадує статус Бетлена як захисника протестантської віри, і як такий його носили в бою Імре Турцо та його угорсько-трансильванські війська в Тридцятилітній війні. На ній зображені «турецький військовий корабель» та Агнець Божий поряд з латинськими поезіями та гаслами; в одній версії сюди входить девіз CONSILIO FIRMATA DEI («Це врегульовано Божим указом»), який також міститься на трансильванських монетах Бетлена, поряд із емблемою «рука і меч». Останній символ зображений на портретних гравюрах Бетлена, часто у верхній частині зображення. Нижній край возз'єднує герби Трансильванії, герб сім'ї Бетлен і дещо рідше — також Угорські герби. Інші дані свідчать, що Бетлен використовував різні прапори під час свого правління, включаючи чорно-фіолетові або червоно-фіолетові прапори трауру, готуючись до власної смерті.
Історик Венцель Біро стверджує, що в 1630-х роках, за часів Дєрдя І Ракоці, Трансильванія вже мала як державний прапор «синьо-червон-жовтий» триколор. Це з'являється в геральдиці, якою користуються трансильванські вершники. Дєрдь II Ракоці, правління якого розпочалося в 1648 р., Використовував широкий спектр трансильванської геральдики, вільно змішуючи елементи та включаючи герб своєї родини. На його портреті Джона Овертона три елементи представлені як окремі щити, а місяць секеїв неправильно зображений у вигляді голови птаха. З 1637 р. традиційний герб у поєднанні з династичною символікою все ще використовувався як водяний знак на паперовій фабриці Ракоці в Ламкереку (Себеші). Між правліннями Бетлена та Ракоці знання про «геральдичне мистецтво» поширював у Трансильванії письменник Ференц Папай Паріс, книга якого стандартизувала описи гербів обох князівських родів. Хоча це відродження спричинило зростання кількості гербів, переданих трансильванськими князями своїм трансильванським або молдавським підданим та союзникам, самі герби рідко зображувались, оскільки більшість одержувачів не могли дозволити собі витрати на їх розпис.
Різні інші проєкти державного герба, що містять ті самі основні елементи, продовжувались у кількох князів до 1659 р., Коли Акос Барсай відновив основні угоди Жигимонта. Це, мабуть, було результатом ухвали трансильванського сейму, яка пов'язувала кожен геральдичний елемент з окремим утворенням Трансильванії та видавала накази, щоб кожен з них складався в окрему печатку. Дієтний напис також вказував на введення окремих символів для Парціуму — власне Угорщини, яка була приєднана до Князівства. Цей субрегіон мав бути представлений чотирма барами та Патріаршим хрестом. Тим не менше, символ Парціума ніколи не з'являвся на трансильванських гербах Барсая, і зрештою від цього поняття відмовились. Як засвідчив у 1650-х роках Клаес Раламб, різні міста цієї області мали власні символи, безліч «прапорів і кольорів».
Постанова 1659 р. широко вважається як перша, яка явно пов'язує кожен компонент привілейованого класу, соціального та національного. Різні історики вважають таке трактування помилковим: Мар'ян зазначає, що птах задумувався не як допоміжний символ для угорських трансильванців, а для багатонаціональної знаті та регулярних, неавтономних графств; цей висновок також підтримують Аттіла Іштван Секерес і Шандор Пал-Антал: сейм надав кожному елементу в першу чергу географічне значення, розділяючи «округи», представлені орлом, і два автономні анклави. Мойзіл також висвітлює неетнічне визначення «нації», яку представляє орел, але також зауважує, що до того моменту волоські шляхтичі «поступово мадяризувались».

### Завоювання Габсбургів

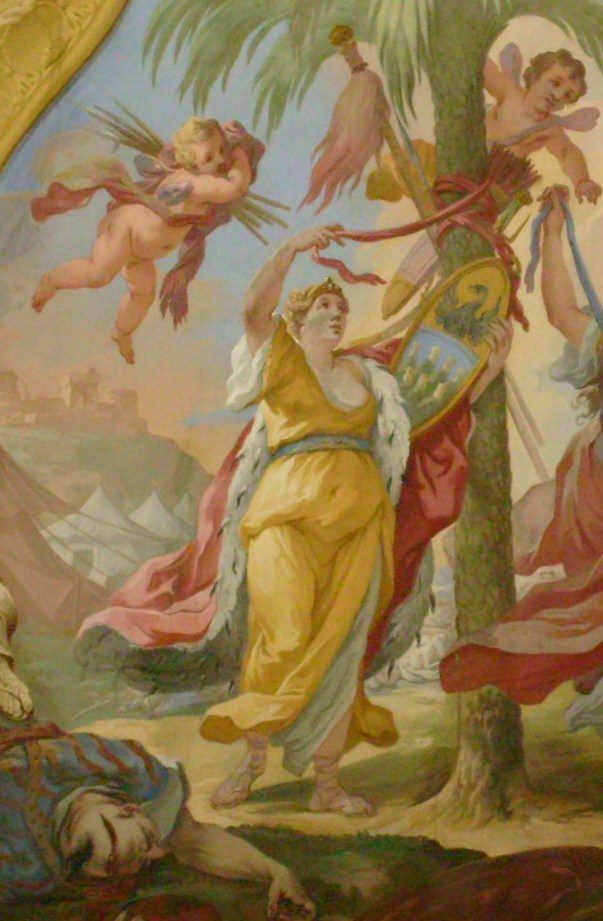
Уособлення Трансильванії геральдичним щитом; з фрески 1723 року Бартоломео Альтомонте в монастирі св. Флоріана. Символи, які ще не були стандартизовані до додавання червоної балки

За словами Мойзіла, пізнє прийняття трансильванського герба та його «нечисленні зв'язки з минулим та душею румунського народу» означали, що символізм рідко викликався в румунській народній літературі — на відміну від молдавського чи волоського герба. Символіка вежі зберегла певну популярність у населених румунами районах поза межами Трансильванії. Незадовго до панування Барсея, в Валахії Удріст Настурел використовував геральдичну фігуру вежі червоного кольору в клейноді. Дослідники тлумачили це використання як символ, що «червоні вежі» стояли для трансильванських міст в цілому, так і для претензії Удріст до походження від боярина Фоґараса. Сім веж імовірного трансильванського походження також були зображені на пічці, датованій приблизно 1700 р., яка була знайдена під час розкопок при молдавському дворі в Хуші.
У 1680-х роках, в розпал Великої турецької війни, Емерік Токелі очолив угорсько-трансильванську армію куруцьких військ, яка допомагала османам проти Габсбургів. Відомо, що ця сила використовувала два прапори: синій із рукою та мечем і червоний із руками Токелі. Повстання не вдалося; Трансильванія та Партіум були повністю включені в сферу Габсбургів за Карловецьким договором (1699). Леопольд I вже використовував трансильванські герби на своєму великому гербі до 1691 р. та на своїх монетах до 1694 р. Габсбурзька Трансильванія, яка залишалася князівством, приєднаним до Угорської корони, випускала полтури з власними марками на початку XVIII століття. Ці зображення запровадили практику показу регіонального герба, накладеного на імператорського орла, що також робилося відповідними гербами для монет, що використовуються в Угорщині, Мілані чи Тоскані. У Партіумі Леопольд також надав шляхетство румунським селянським сім'ям Сіда та Юга в 1701 році. Їх диплом має окремі щити Трансильванії, на яких зображені вежі на блакитному кольорі, а чорний орел на золотому щиті. Для цього документу також відроджено герб «Партіум» з Патріаршим хрестом, із ґрунтами або і з глюками.
Трансильванська незалежність була ненадовго відновлена у війні 1703—1711 років принцом Франциском II Ракоці, який також претендував на угорський престол. Його кавалерія куруців воювала під семитактовим варіантом смуг Арпада під гаслом IUSTAM CAUSAM DEUS NON DERELINQUET («Бог не відмовиться від справедливої справи»). Традиція про герб Трансильванії збереглася і в інших угорських колах: у 1734 р. Йоаннес Сегеді опублікував його гравюру, на якій зображено коронованого чорного орла та сім веж над сімома горами на блакитному тлі; тут секеї були представлені вже не небесними тілами, а давніми рукою та мечем.
У Dictionarium heraldicum, надрукованому у Відні в 1746 р., Трансильванський герб називався таким: «Сім міст, над якими світить місяць». Регіональна символіка знову була в центрі уваги протягом 1740-х років, коли Марія Терезія стала королевою та імператрицею. Медаль, яку вона видала в 1740 році, також є першою офіційною медаллю, що має читабельну штрихування, з блакитним фоном. Наступного року Христофор Жефарович опублікував версію, яка більше нагадує дизайн Баторі, але замінює «зуби» австрійським значком. Жефарович розмістив орла на полі або; його вежі та гори були запеклими і розміщені на полі з карманами.

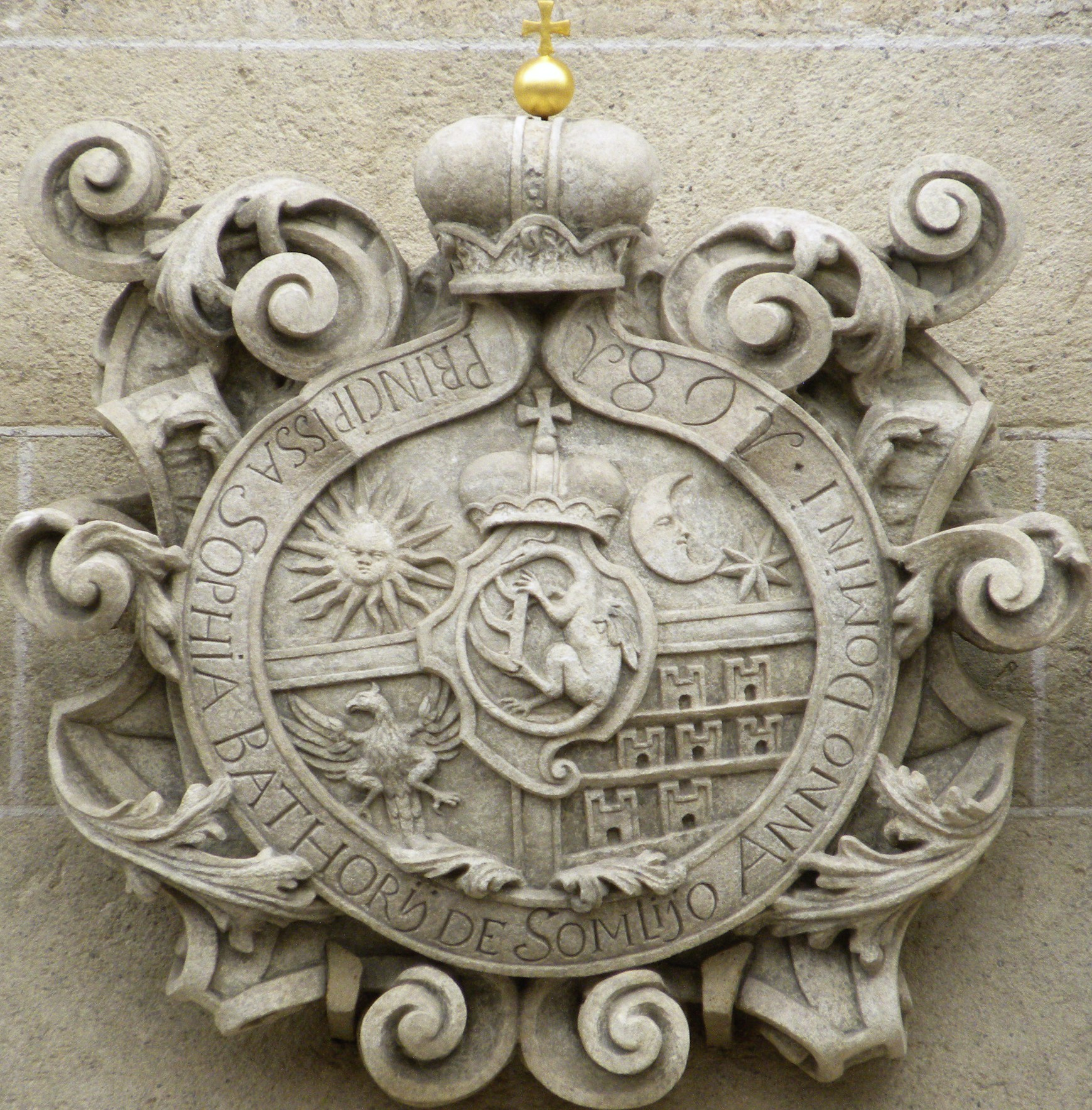
Герб, який використовувала дружина принцеси Софія Баторі (1681)
Герб Парціуму, вживаний в 1701 році
Версія арпадських смуг Ференца II Ракоці
Трансильванський герб у версії Іоанна Сегеді (1734)
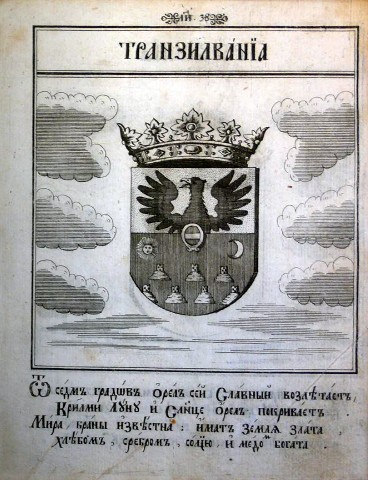
Версія Христофора Жефаровича (1741)

### Стандартизовані символи

Єдин тлумачення трансильванського прапора після стандартизації Марії Терезії

Створивши «Велике князівство Трансильванія» 2 листопада 1765 року, Марія Терезія остаточно стандартизувала герб, представивши остаточні елементи та додавши червоний пояс. Після цього редизайну півмісяць також був зроблений як спадаючий місяць. Ці нові трансильванські герби були також основою для трансильванського синьо-червоно-жовтого прапора, який також може датуватися 1765 роком. Просування Трансильванії та її модернізована геральдика контролювалися канцлером Венцелем фон Кауніцем, який заохочував розрив між Трансильванією та Угорським королівством; на цій підставі Кауніц відхилив геральдичні подання угорських дворян, які бажали включити до проєкту патріарший хрест. У 1769 році він шокував своїх угорських супротивників, відмовившись додавати трансильванський герб до герба Королівства.
Схвалюючи це виключення, Марія Терезія зазначила, що втручання в герб засмутить населення Трансильванії. На той час румуни охоче спілкувалися з імперською символікою. Вже в 1756 році Петру Павло Арон спонсорував загальнорумунську гусарську частину, яка під час Семирічної війни вживала власний прапор. Історики Лізіка Папойу та Дан Капашина припускають, що остаточний вибір блакитності для поля, що має орла, мав на меті представляти румунські суб'єкти Марії Терезії, що походять від волоських гербів (які на той час також були стандартизовані як блакитні). Як вони зазначають, ті румунські селяни, яких виростили в знать Трансильванії, також обрали блакитний щит. У 1762 р. Адольфу Ніколаусу фон Буккову було доручено призов шекелівських та румунських (або «дацьких») чоловіків до Військового кордону під спільним трансильванським гербом.
Лоялізм румунів залишався високим, коли повстали секеї (див. Сікулідіум) . Опис, включений до молитовника 1784 року («Молитовник») румунських східних католиків, зосереджує увагу на рейхсадлері, а не на трансильванському орлі, висловлюючи солідарність з «улюбленим», реформатором Йосипом II. Пізніше того року, під час антиугорського повстання румунських селян, повстанці, як повідомляється, несли прапор із портретом Йосипа. Як повідомляється, їхній лідер Хорея використовував емблему, що показує потрійний хрест, або поруч із серцем, пронизаним кинджалом, або із сімома курганами, які можуть викликати сім міст на офіційному гербі; ця символіка іноді включала гасло NOS PRO CESARE, що засвідчує відданість Габсбургу Хореї. У 1791 р. румунські інтелектуали «Трансильванської школи» звернулись до Леопольда II з нарисом, що вимагав збільшення соціальних прав. Під назвою Supplex Libellus Valachorum він був проілюстрований алегорією, яка включала трансильванські герби.
Після консолідації Австрійської імперії, керованої Габсбургами, в 1804 році Трансильванія стала однією з коронних земель, зображених на крилах імперського орла. Перше таке зображення було у 1806 р. Місцевий прапор все ще використовувався в тандемі з безліччю інших. Як повідомляв історик Огюст де Жерандо, в 1840-х роках міста Трансильванії (oppida nobilia) утворювали окремі підрозділи ландверу під відповідними знаменами округу. Монети, викарбовані в Трансильванії, вже не мали розрізнювальних геральдичних знаків після 1780 р. хоча рейхсадлер із конструкціями герба продовжував використовуватися іншими установами і в ХІХ століття, в тому числі монополією солі у Візакні (Ocna Sibiului). Поки триколорова схема стала стандартом в офіційній гебральдиці Габсбургів, ностальгічні або погано обізнані геральдисти продовжували використовувати варіанти без пояса, як у Молитовнику 1784 року. Картограф Йоганн Йозеф фон Рейллі також віддав перевагу версії з трьома щитами: орел і секейські сонце-місяць на червоному тлі, а сім гір на срібному.
За часів де Жерандо герб тлумачився як фактичний візуальний запис етнічних поділів, опускаючи «найбільш густонаселених жителів», якими були румуни, а також «терпиму націю» вірмен. Різьбярі по дереву секеї привласнили герб, який виглядав вирізаним на їх дерев'яних воротах, хоча рідше, ніж імперський орел. Унікальний приклад — на воротах 1816 року у Фаркаді (Форшені), де трансильванський орел над сіма вежами сам був двоголовим. Потім одну з двох голів подряпали, можливо, як політичний акт. Трансильванські регіональні символи, і, зокрема, головна частина клейноду, тепер відновлювались членами угорської громади; орел трактувався як версія міфічного Турула. «Сонце, місяць і орел» під «угорським небом», таким чином, згадуються в пісні Зігмонда Шенткіралі, присвяченій губернатору Дьєрджу Банфі. Це було виконано в 1821 році в Національному угорському театрі, на сцені з великою версією трансильванського герба. Навпаки, варіант із лише вежами та двома орлами в щитотримачах був використаний на літографії 1825 року, що зображала саксонське місто Кронштадт.

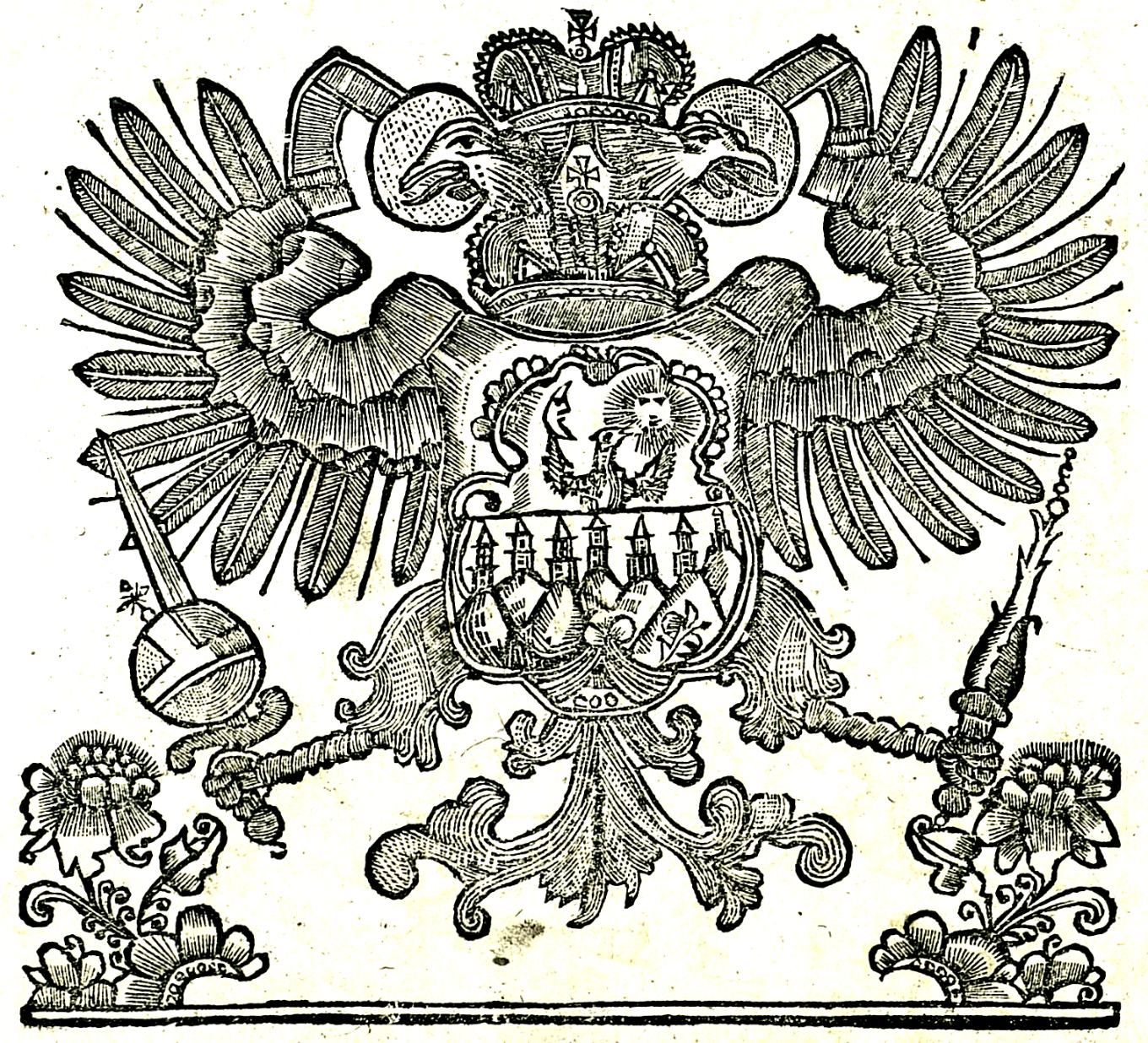
Імперський орел варіант в 1784 Molitvenic
Одна з емблем антиугорських повстанців
Трансильванський герб, яким користувався канцлер Самуель Телекі
Герб Франца ІІ як першого імператора Австрії
Печатка секеїв в 1832 році

### Революційне використання

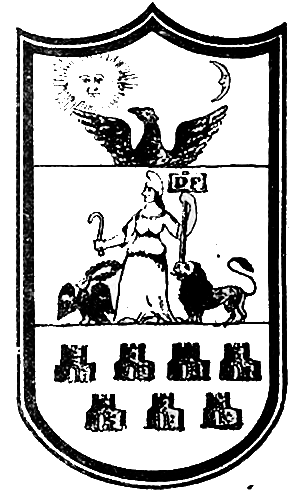
Герб, схвалений румунськими націоналістами в 1840-х роках

Політичне використання червоно-біло-зеленого триколору трансильванськими угорцями вперше було задокументовано 1846 року, коли він з'явився разом із членами асоціації Ведегіле. Як повідомляв Джордж Барінью, більшість місцевих жителів все ще не знали про цю колірну схему, коли почалася Угорська революція 1848 року. Революція проголосила поглинання Трансильванії Угорським королівством, врешті-решт, рухаючись до відокремлення від ісперії Габсбургів. Лідер революції Лайош Кошут затвердив новий набір національних символів, включаючи «середній» герб із маршальською трансильванською символікою. Незвично в цьому зображенні використано варіант до стандартизації 1740 р. Одним із перших законів, прийнятих його урядом, було зазначено, що «анексовані країни» можуть «використовувати кожен свої кольори та герб». На практиці це визначення виключало Трансильванію. 30 березня угорці на трансильванському сеймі символічно вилучили прапор 1765 року із зали засідань і замінили його прапором Угорщини дозволивши лише відобразити «синьо-червоно-жовтий триколор» на гобелені сеймового трону.
Угорські громади були віддані новому триколору, тоді як сакси прийняли варіант німецьких кольорів із гербами Трансильванії. Тим часом інші саксонські громади мали прапор Габсбургів або обрали „національний“ саксонський синій та червоний кольори. Проблема спричинила протистояння між двома таборами в Регіні. Поява румунського націоналізму спричинило негайні скарги на цей режим та його офіційну геральдику; протягом усієї Революції румуни та угорці боролись між собою за контроль над Трансильванією, причому румуни в основному були лояльні до корони Габсбургів. Румунські інтелектуали, спонукані прийняти власні символи, обрали біло-блакитну, синьо-жовту, червоно-білу або червоно-біло-блакитну кокарду, також використовуючи білі прапори з блакитними гаслами до травня 1848 р. Ці групи з нетерпінням чекали нової домовленості в Трансильванії, також пропонуючи новий клас стандартизованих символів. Їх дизайн помітно включав жіночу алегорію „Dacia Felix“, натякаючи на походження румунів, а також лева та аквілу. Інша пропозиція була свідомо заснована на монетах III століття, випущених Філіпом Арабом. Також зберігаючи формат 1765 року, він додав вексилу з маркуванням для V легіону Мацедоніка та XIII легіону Геміна.
Румунські націоналісти Трансильванії продовжували експериментувати з прапорами, врешті-решт дійшли до (як правило, горизонтальних) варіантів панрумунського триколору, синьо-жовто-червоного. Такі румунські прапори з'явилися у травні 1848 р. у Блажі (Балазсфальва) разом із габсбурзькими кольорами, демонструючи, що румуни залишаються відданими монархії. Хоча деякі вчені стверджують, що румунська колірна гамма в Блажі вже мала жовтий, а не білий, інші вважають це вигаданою традицією. Відомі версії включали синьо-біло-червону або синьо-червоно-білу композицію, заявлену Олександру Папіу Іларіаном як „найстаріший колір Трансильванії“, для використання в румунському одязі. Це походження також стверджував Йоан Пушкаріу, який мав версію прапора з румунською версією гасла Liberté, égalité, fraternité. Пушкаріу виступав за синьо-червоно-жовтий прапор Трансильванії, і його однолітки сказали, що золоті китиці можуть відображати цю асоціацію. Контрастні свідчення свідчать про те, що домовленість базувалася на прапорі Франції або що вона була імпровізована з „трансильванських кольорів [червоного та синього]“, а біла смуга — символ миру.
Цей „прапор трансильванських румунів“ був перетворений у червоно-синьо-білий, синьо-червоно-білий або біло-синьо-червоний триколірний, з написом VIRTUS ROMANA REDIVIVA („Римська чеснота відроджена“). Походження цього гасла простежується з піхотних полків румунських граничар, які несли службу на Трансильванському військовому кордоні. Синьо-червоно-білий варіант мав напис VIRTUTEA ROMÂNĂ REÎNVIATĂ („Румунська доброчесність відроджена“), і він мав стрічки в габсбурзьких кольорах із гаслом на честь Фердинанда I. Кілька авторів зазначають, що така колірна гамма просто відображала плутанину серед румунів, дозволяючи угорцям на сеймі повідомити, що це загальнослов'янський символ. У Фоґарасі (Нушень) та Феллаку (Нушень) румуни, зокрема східні католики, обрали альтернативні прапори синього та жовтого кольорів.
Барінью зазначає, що „біло-синьо-червоний триколор“ використовувала румунська комісія Сібіу (Нагишебен), що являло собою „серйозну помилку“. Він стверджує, що цей прапор був розроблений молоддю, не підозрюючи про „законні трансильванські кольори“, і навіть деякі румуни розглядали його як дуже схожий на російський або сербський прапори. Протягом наступних місяців синьо-жовто-червоний замінив інші варіанти — або під впливом прапорів, що використовувались у волоській революції, або тому, що жовтий був габсбурзьким кольором. У габсбурзьких та угорських джерелах цей прапор був зображений як прямий наступник кольорів 1765 року, що вказує на румунський „автохтонізм“ після того, як інші трансильванські громади прийняли етнічні прапори. За словами музеографині Олени Паланчану, цей триколор був продефільований під час травневих зборів антиугорською народною армією, яку зібрав Аврам Янку, а пізніше його партизанські загони панували по горах Апусені. Деякі історики розглядають один із варіантів із зображенням ікони та триколірного бордюру як один із бойових прапорів Янку.
Оскільки конфлікт перетворився на військове протистояння, антиугорські воєнізовані формування згуртувались під габсбурзьким або німецьким кольорами, а також під власним білим прапором із гаслом AD RETINENDAM CORONAM („Захистити корону“). У січні 1849 р. на пізніх стадіях цієї громадянської війни румунські нерегулярні війська Іоана Аксенте Севера, які окупували та розграбували Штрасбург (Аюд), також мали двобарвний прапор габсбургів. Після капітуляції угорських революціонерів Трансильванія була міцніше інтегрована з Австрійською імперією, при цьому конфіскована печатка секеїв. У липні 1852 року єпископ Андрій Лагуна, як представник своєї румунської громади, зустрів імператора Франца Йосифа I у Кіскоссо (Кошевіца), на західному кордоні Трансильванії. Урочистості включали тріумфальну арку, оздоблену габсбурзькими та „синьо-жовто-червоними“ трансильванськими прапорами з позначкою VIRIBUS UNITIS („Об'єднаними силами“) — гаслом Габсбургів. Пізніше того ж року губернатор Трансильванії Карл фон Шварценберг наказав відновити регіональний прапор, але використав неправильну колірну схему, змінивши синю та червону смуги. Різні автори описують це як свідому зміну румунського триколору, що має на меті підкреслити зв'язок між монархією та лояльними румунами; триколірна схема також була надана Чагуні після його призначення рейхсфрейрером.
Під час подальшого примирення між угорцями та австрійцями Трансильванія була оприєднана назад до Угорщини. Цей процес, який включав відновлення геральдичних символів для нації секеїв у червні 1861 р. зустрів опір румунів. У 1862 році, спільнота культурного розвитку ASTRA організувала виставку та політичний мітинг, який включав триколірні прапори і гобелен із трансильванським гербом, левом, поряд з гаслом INDEPENDENŢA TRANSILVANIEI (Незалежність Трансильванії»). У липні 1863 р. румунські члени трансильванського сейму представили проєкт закону «про рівність різних національностей». У його статті 5 зазначено, що: «Символ, характерний для румунської нації, повинен бути доданий до трансильванського герба». Як повідомляється, під час виборів наприкінці 1865 року румуни, що виступали проти централізації, вивісили великий прапор «у кольорах Трансильванії»; їх угорські супротивники використовували червоно-біло-зелені прапори.
У цьому контексті румунська громада обрала трансильванського орла як власний етнічний символ; у 1865 р. її представники в єдиному сеймі Угорщини подали вимогу щодо геральдичних символів, що представляють «румунську націю в Трансильванському прикордонні», а саме: «орел, що стоїть на скелі, у дзьобі тримає хрест», і прапор кольоровий «синій, червоний, жовтий». За межами Трансильванії румунські активісти, як правило, більше сприймали герб 1765 року, який поряд з молдавським та волоським щитами був відзначений медаллю Норма, виданою Філармонічним товариством Валахії 1838 року. У 1856 р. Цезар Болліак дав цю композицію кольорову версію, відібравши елементи, які відображали б румунський триколірний колір, а Трансильванія — жовтим. Після об'єднання Молдавії та Валахії в 1859 р. трансильванські герби залишились поза національним гербом Румунії. Присутність «дакійської» жінки та левів у щитотримачах у всіх національних гербах Румунії між 1866 і 1872 роками було даниною поваги пропозиції 1848 року.

Одна з румунських трансильванських триколірних схем, що використовувалась у 1848 році (із стрічками габсбургів)
Герб Трансильванії (вгорі праворуч) введено в Герб Угорщини (1849)
Саксонські кольори на прапорі міліції Гельдсдорфа, 1849 рік або пізніше
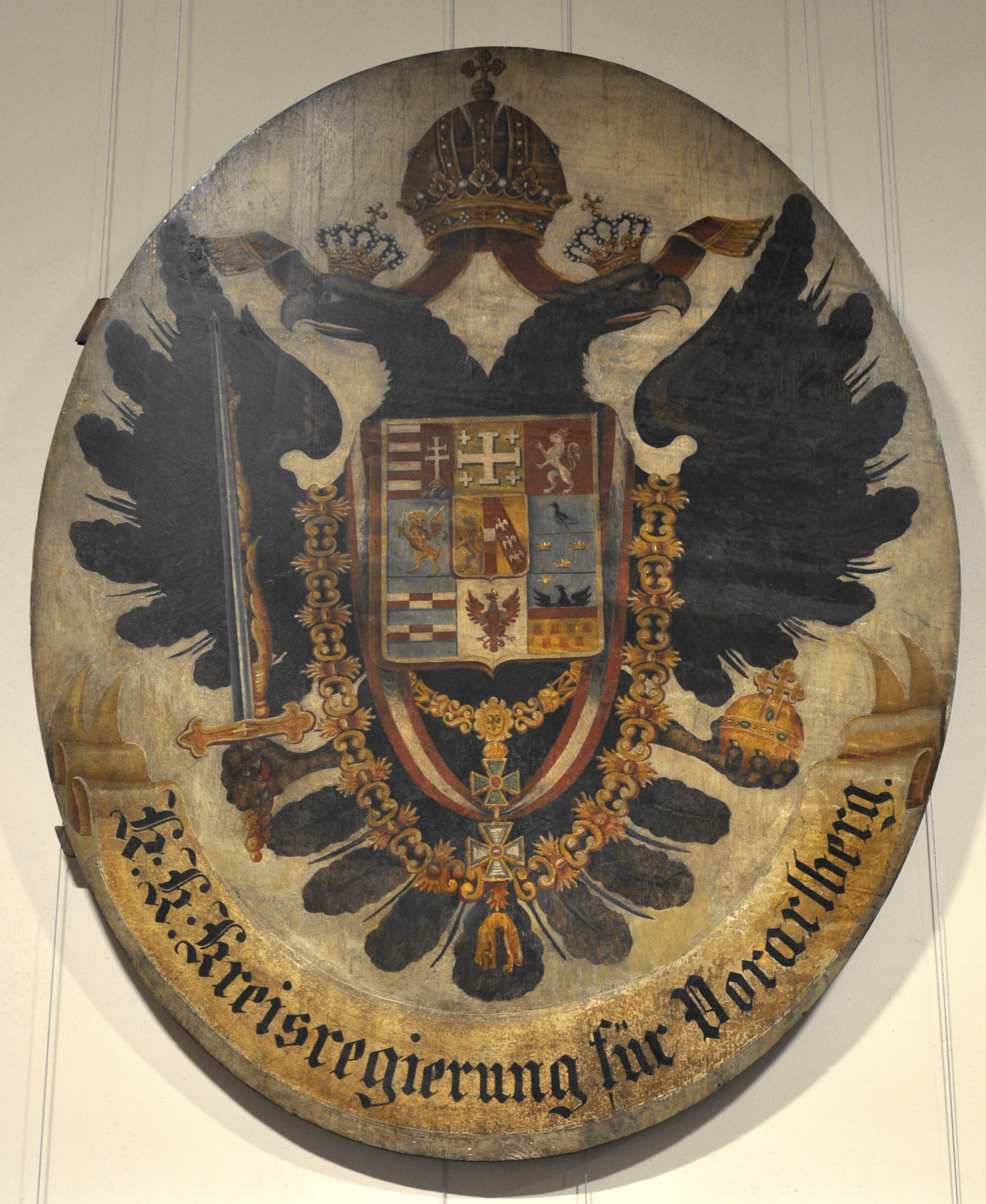
Варіант австрійського герба в 1850 році
Як повідомляється, прапор схвалений Карлом фон Шварценбергом (1852)

### Австро-Угорщина

Середній герб Угорщини (1867)

Трансильванські символи знову були додані до середнього герба Угорщини після створення Австро-Угорщини в 1867 р. Вони також були помітно введені в об'єднані державні герби Австро-Угорщини. Подальша централізація скасувала будь-яку потребу в регіональних символах, для яких була відведена церемоніальна роль. Наприкінці 1860-х років неофіційний прапор Трансильванії знову був зафіксований як «синій, червоний і жовтий» у варіанті вірменина Захаріаса Габруса. Цю версію також передала Анталь Естерхазі під час коронації Франца Йосифа в червні 1867 р. — першої в історії появи трансильванських символів на інтронізації угорського короля Габсбургів. Через два місяці герб демонструвався в Румунському літературному товаристві в Бухаресті. Хоча ця виставка мала на меті показати культурну єдність між румунами в Австро-Угорщині та поза нею, ця виставка була критикована письменником-націоналістом Богданом Петричейку Гашдеу за те, що вона все ще описує регіональні розбіжності між трансильванськими, волоськими та молдавськими румунами. Навпаки, Болліак зберіг вежі, сонце та місяць (але не орла) у своєму незвично впорядкованому та розробленому дизайні для трансильванських гербів на пам'ятнику Михайлу Хороброму на Університетській площі (1874—1876). Цієї геральдичної течії дотримувались анонімні автори або з Валахії, або з Трансильванії, які популяризували націоналістичні герби для Банату, Марамарощини та Кришани - трьох етнографічних підрозділів Парціума. Герб Крішани, опублікований в 1881 році А. Е. Горджаном, був безпосередньо натхненний гербами Трансильванії, оскільки на них був орел.
У 1868 році румунські політики подали на розгляд ще один законопроєкт, в якому говорилося, що «кожна нація має право використовувати свій національний прапор […] під час публічних політичних церемоній та на громадських будівлях, але лише поряд із прапором угорської корони». Регіональний прапор все ще лунав на різних урочистостях, хоча його тлумачення різнилося між румунами та угорцями. Як повідомляється, «румунський, тобто трансильванський прапор» і прапор Габсбургів використовувались разом на танцях Майполе у Кронштадті до 1881 року. Того року були додані угорський триколор та «саксонський прапор»; поява першого призвела до бійки із заявами про те, що румунські студенти встановили національний прапор іншої країни. Протягом цього десятиліття румуни продовжували стверджувати, що трансильванський триколор був заповітним символом, але регіональним, а не етнічним. У 1885 році громадська газета «Трибуна» висловила обурення припущеннями Угорщини про те, що румунський державний триколор є похідною кольорової гами Трансильванії. Того ж року Румунське товариство легкої атлетики та співу прийняло емблеми з «трансильванським триколором».
Приблизно в той самий час угорська влада заборонила підняття будь-якого іноземного прапора, що засмучує спроби Румунії зібратися навколо національного символу. Це призвело до чергового інциденту в червні 1888 р., коли румуни Беленьєса (Бейуш) зняли та осквернили угорський національний прапор. Після цього уряд наказав громаді припинити нанесення трансильванських кольорів. Під час гастролей Франца Йосипа в Бестерче-Нашоді в 1891 р. жодного прапора не демонструвалося, після того, як місцеві угорці прямо відхилили або «саксонський прапор», або «румунський триколор, який також є прапором Трансильванії». У 1892 році румунська молодь, що зібралася в Нагишебені, кинула виклик забороні, вивісивши три окремі монохромні прапори червоного, жовтого та синього кольорів.
Трансильванські регіональні символи іноді відновлювались іншими членами угорської громади. У травні 1896 року, під час святкування угорського тисячоліття, Андраш Бетлен подарував регіональні кольори Францу Йосипу; деякі румуни та сакси також взяли участь, несучи «тисячолітні прапори», що представляли їхні різні громади. У 1903 р. румунський адвокат Євген Лемені був оштрафований та ув'язнений за оформлення бальної зали прапорами Габсбургів та «Трансильванською емблемою». Під час виборів в Угорщині 1906 року Румунська національна партія (PNR) використовувала білі прапори із зеленолистими візерунками, а також зелені кокарди, але їх також конфіскувала влада. Румунський (і трансильванський) кольори були замасковані в іншу символічну композицію: PNR розподілив лацкани із синім пером та жовтим листом, додаючи імена кандидатів червоними літерами. У ці роки румунські націоналістичні клуби почали використовувати безліч геральдичних символів, що нагадують Дакію та римлян. Вже в 1871 р. колірна гамма також поширилася на герцогство Буковина, заселену румунами частину Цислейтанії, де вона була визначена та репресована як символ «антиавстрійської» диверсії. Перш ніж вирішити це питання, губернатор Бургіньйон заслухав повідомлення про використання прапора серед трансильванських лоялістів; його експертна група не погодилася щодо того, чи був прапор трансильванським символом, чи походженням від прапора Румунії, але більшість розглядали його як основний елемент загальнорумунського «іредентизму».
Червоний і блакитний (в народі його тлумачать як любов і щирість) вижили на прапорах, що використовуються сільськими громадами трансильванських саксів — у тому числі тими, що використовуються молодіжними братствами Кейсд (Сашіз), деякі з яких датуються 1860-ми роками. Протягом 1890-х років ця колірна гамма була прийнята угорськими поліцейськими в саксонських містах. На цьому етапі саксонські активісти, які чинили опір мадяризації, створили ще один регіональний прапор, на якому були старі трикветри та гасло AD RETINENDAM CORONAM — проєкт, спочатку знайдений у дуже популярній публікації Георга Блейбтреу (1884). Новий прем'єр-міністр Угорщини Дезше Банфі відповів явною забороною на саксонську символіку. Червоно-блакитний біколор, який також називають «саксонським прапором» спричинив судовий розгляд у Бістріці (Бістриця) протягом червня 1898 року, після того як угорська поліція спробувала зареєструвати та переслідувати його як «іноземний прапор». Компрометація була досягнута в серпні, коли владі Брассо (Брашова) було дозволено вживати синьо-червоне поєднання до 400-річчя Йоганнеса Гонтера, але лише за умови, що воно буде «рівномірно представлене» угорськими кольорами. Схрещені мечі також були переглянуті як символ громади, при цьому єпископ Фрідріх Теутч пояснив, що вони відображають давню саксонську легенду: «Коли наші батьки прийшли в землю, вони всунули два мечі навхрест в землю і присягнули на вірність королю і країні над ними». Сам Тевч використовував синьо-червоні прапори, які жандарми зняли з його парафіяльної церкви в 1909 році. Інші групи саксів мали подібні біколорні прапори та стрічки з трансильванським гербом — як у Асоціації трансильванських саксів у Мюнхені, заснованої в 1910 році.
Невдовзі після Тисячоліття Стерка-Чулунью запропонував, щоб трансильванські кольори та румунський прапор мали єдине, «дацьке» та «двічі тисячолітнє» походження, хоча він зізнався, що не зміг сказати, чому Марія Терезія обрала їх. Він визнав, що румуни-націоналісти як в Трансильванії, так і на Буковині використовували кольорову схему 1765 року як привід для набору румунських кольорів, але також і те, що ця практика відмирає під тиском Угорщини. У 1890-х роках деякі румуни відверто сприймали твердження, що прапор Румунії був зміненим «трансильванським триколором». Один анонімний есеїст з Бухареста доводив у 1892 р., що схему «червоного, жовтого та синього» прийняли трансильванські румуни, які виступали проти злиття в Угорщину в 1848 р. Він стверджував, що, хоча угорці були змушені відкинути «старий трансильванський» триколор, націоналісти у Валахії та Молдавії також повинні були відмовитись від традиційних кольорів і прийняти трансильванський символ. У 1901 р. теорія була розглянута як «спокуслива» та «ймовірна» румунським журналістом Константином Бераріу. Його прийняв Штефан Сісіо Поп, який наприкінці 1910 р. Використовував його для захисту прапорних арештів у графстві Алсо-Феер.
У серпні 1911 р. Балазсфальва знову провела велику румунську зустріч, яку в цьому випадку скликала АСТРА. Угорська влада Альсо-Ферера була переконана взяти участь, зайнявши місце під гобеленом, що демонструє орла та вежу поруч із «трансильванським триколором: синім, жовтим та червоним[sic] .» Це був проєкт Октавіана Смігельскі для собору Блаж, вежа також читалася як зображення «Нового Єрусалиму». Іншими символами ASTRA до 1911 року були суцільно-блакитні банери, позначені назвами її розділів, або загальні гасла. Делегат Хорія Петра-Петреску також запропонував цілком білий прапор із позначкою BLAJ, що, на його думку, було достатнім символом для румунських громад. Триколірна двозначність збереглася під час святкування 10 травня 1914 р., коли румунські студенти зібрались на святкування національного свята Румунського королівства. Угорська влада розігнала мітинги, посилаючись на обтяжуючу присутність румунських кольорів. Студентів захищав Поп, який стверджував, що підозріла колірна гамма так само може позначатися на Трансильванії або Будапештського триколора.
Протягом наступних місяців, з початком Першої світової війни, Об'єднана армія толерувала або навіть заохочувала використання румунських прапорів трансильванськими військовозобов'язаними. Як повідомляється, Брассо було першим трансильванським містом, яке дозволило використовувати такі прапори на публічних зборах Хоча Румунія залишалася нейтральною до 1916 р., угорська влада знову запровадила заборони на румунські кольори в лютому 1915 р. У жовтні оновлену версію угорського герба, з незначними коригуваннями її трансильванського поля, зробив Йозеф Себестьєн Кеопечі, трансильванський угорський учений і живописець. Цей дизайн також увійшов до нового загального середнього герба, прийнятого того року Австро-Угорщиною. Цей крок породив певні суперечки, коли угорські націоналісти, такі як Геза Полоній, стверджували, що геральдичне зображення застарілої королівської землі на головному символі підриває «паритетний дуалізм» монархії. З коронацією Карла IV у листопаді 1916 р. трансильванські кольори остаточно офіційно вийшли на герб Габсбургів, перенесені туди графом Адамом Телекі. За словами Мойзіла, за Карла регіон більше не був зображений на угорському гербі, але все ще був представлений в об'єднаному австро-угорському гербі.

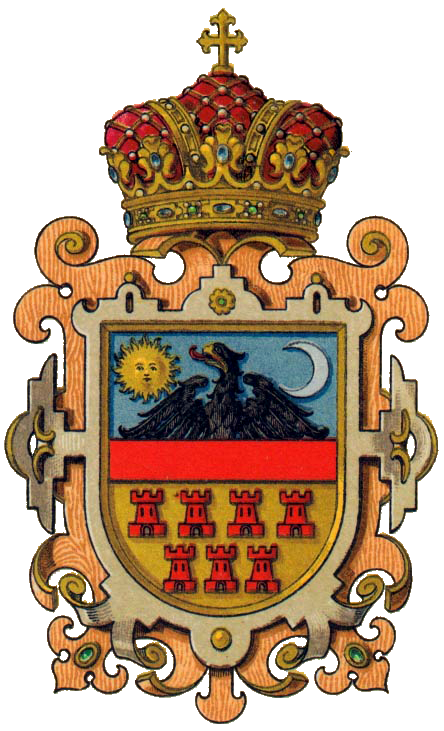
Варіант герба Трансильванії Хуго Жерара Штреля
Редизайн герба Трансильванії Чезаря Болліака (1874)
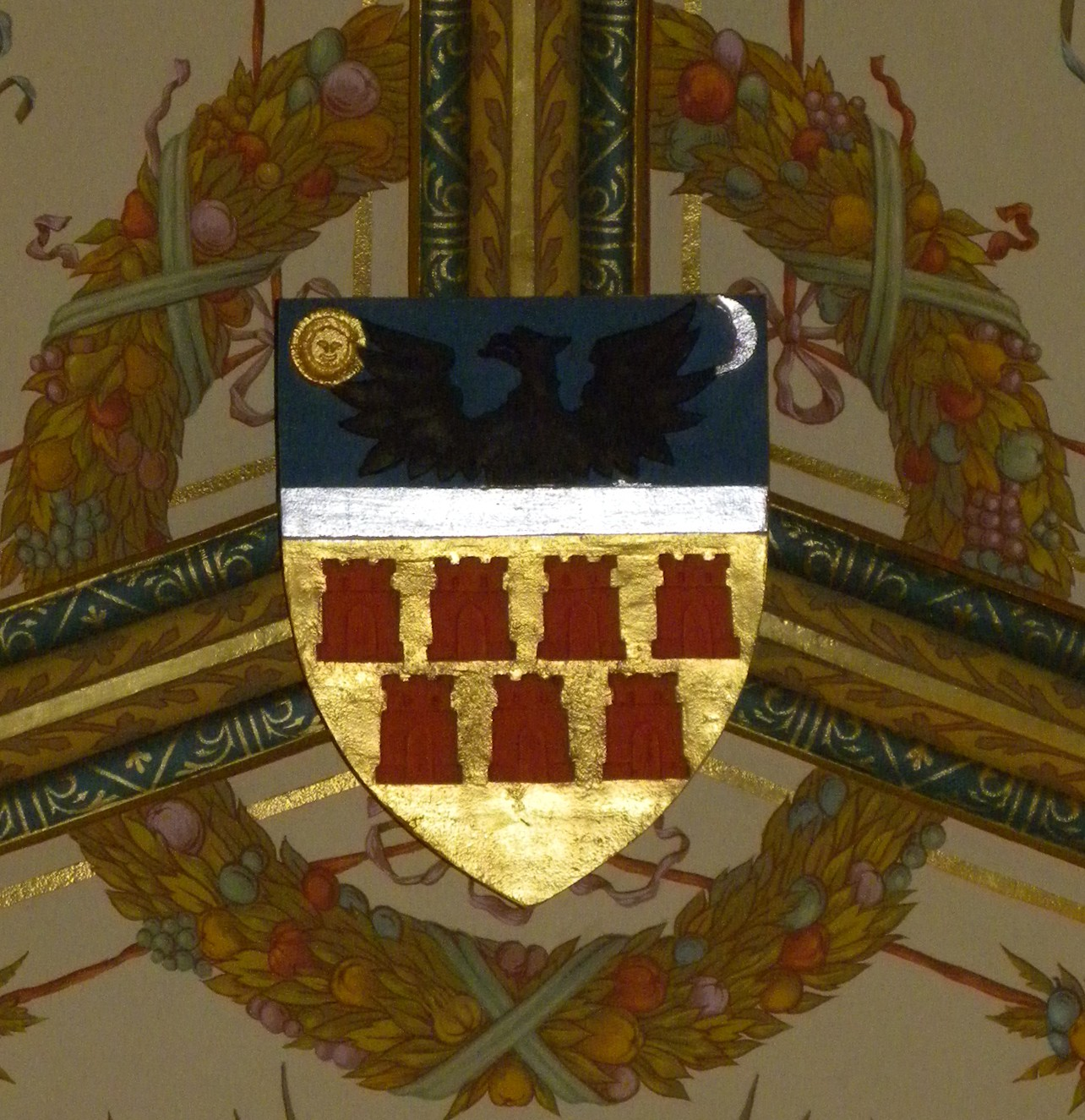
Зброя, зображена в будівлі парламенту Угорщини (1904)
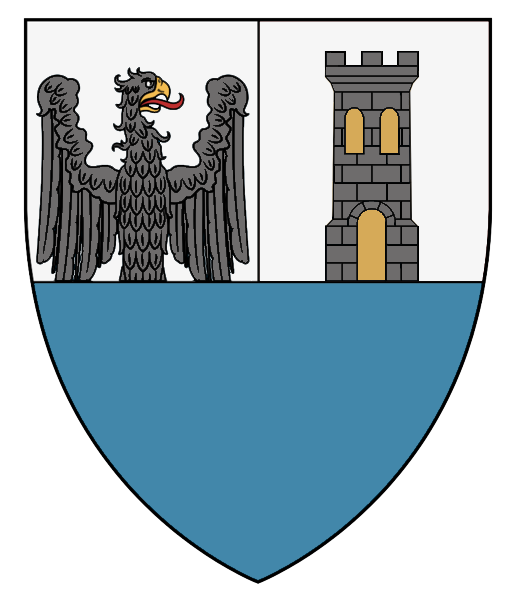
Неофіційний румунський герб Кришани
Прапорець румунських швейцарців (1867)

### Союз 1918р. та пізніше використання

Малий герб Румунії (1921)

Після Астерської революції 1918 р. трансильванські румуни почали самостійно вимагати союзу з Румунією, використовуючи горизонтальні триколірні синьо-жовто-червоні прапори. Трансильванські солдати, які дислокувались у Празі, допомогли передати це місто Чехословацькій національній раді; на знак визнання міське населення подарувало їм триколірні наконечники, які були забарвлені в червоно-синьо-жовтий або жовто-синьо-червоні кольори. Багато триколірних варіантів, з жовтим як середнім кольором, використовувались під час популярних мітингів у день, який в Румунії відзначався як День Великого Союзу (1 грудня 1918 р.). Очевидець Петру Тамяян описав їх як «прекрасний трансильванський триколор», відрізняючи їх від вертикально розташованого прапора Румунії; при накладанні вони, «здавалося б, створюють хресний знак, що символізує страждання з обох сторін». Активіст Василе Голдіш також згадує про «прекрасний румунський триколор Трансильванії» як прапор, який тримав Іоан Аріон, якого Угорська національна гвардія застрелила на шляху до мітингу в Альба-Юлії. Сакси з Сібіу, які виступали за союз з Румунією, зібралися під румунським прапором і за їх власним дизайном: «Був пошук саксонського національного прапора, і, оскільки такого не було, вони прикрасили хоругву червоною і блакитною стрічками». У Медвеші (Медіа) саксонська Національна гвардія, яка існувала приблизно шість днів у грудні 1918 р., використовувала червоно-блакитний або синьо-червоний біколор та різноманітні кокарди.
Спроби відновити незалежну Трансильванію все ще розглядав угорський юрист Елемер Дьярфас. У березні 1919 року він звернувся до представника PNR Юліу Маніу з пропозицією кодифікувати «нерозривний союз трьох націй» (трансильванські румуни, угорці та сакси). Ця запропонована держава мала мати власну печатку та прапор. Зіткнувшись з перспективою поглинання меншиною в Румунії, деякі угорці намагалися чинити опір і посилалися на «Чотирнадцять пунктів» проти зборів «Альба-Юлія». Повідомляється, що художник Каролі Кос домагався відокремлення Калоташега, для чого він розробив прапор та герб. У тандемі саксонські активісти демонстрували свою лояльність до Великої Румунії, продовжуючи демонструвати прихильність до регіональних символів: саксонські чиновники, вітаючи делегатів АСТРИ в Сібіу протягом липня 1920 року, «несли багато саксонських прапорів». У червні 1924 року румунська влада заборонила використовувати саксонські прапори на громадських будівлях і постановила, що всі приватні виставки повинні містити румунські прапори подібних розмірів та кольорів. На початку 1939 року шкільний вчитель Георг Крафт з Дедрада (Цеплінг) успішно захистив у суді своє право наносити саксонські кольори поряд з румунськими.
В рамках союзного процесу 1918—1922 років символи Трансильванії стали невід'ємною частиною румунської геральдики. Одним з перших проєктів, що включав їх до герба держави, був розроблений у 1921 році Полом Гором, де Трансильванський сектор також представляв увесь колишній Партіум. У оригінальній версії Гора пояс був вилучений і поле було розділене на синє і пурпурове поле, а вежі знову замінили сім пагорбів. Інший проєкт 1921 року, запропонований Геральдичній комісії Кеопечі був тісно заснований на гербі Марії Терезії 1765 року. Згідно з новими конвенціями, він також використовувався для символізації прилеглих земель Марамуреша та Кришана затьмарюючи попередні проєкти, що з'являються як Великий Румунський герб. Похідний герб також з'явився для румунських установ: 28-й піхотний полк, дислокований у Тиргу-Муреш, мав як міський герб, так і руку секеїв, і сім веж.
Такі геральдичні домовленості все ще мали деяку опозицію; офіційний протест був зареєстрований незабаром після прийняття магістратом Константином Обедеану та іншими інтелектуалами. Ця група підтримала лише мінімальні зміни до попереднього герба Румунії, включивши левів і пагорби до печатки Майкла Хороброго, як заміну для Трансильванії. Навпаки, герб1765 року повернувся як символ угорського іредентизму в період Регенції. Також у 1921 році в Сабадсаг-тері, Будапешт, була встановлена статуя під назвою «Схід». На ній було показано, як принц Чаба звільнив жіночу фігуру з трансильванським щитом. Ще однією політичною заявою стала трансильванська колекція народних пісень Бели Бартока та Золтана Кодалі, яка на обкладинці видання 1921 року відображала «герб Трансильванії під угорською королівською короною». Середні герби 1915 року, включаючи символи Трансильванії, все ще були схвалені Регентством, але протягом двох десятиліть на офіційних знаках відзначались лише рідко; використання знову досягло максимуму в 1938—1944 роках. Деяке використання герба 1765 року також було задокументовано серед угорських румун, як і виноробня Путтоньйос, яка продовжувала працювати в Айуді під владою Румунії. Кос, який розробляв різні версії трансильванського герба (зокрема, у своєму альбомі 1922 року «Ерделі ковей»), врешті-решт створив Угорську народну партію як голос «трансильванства» в Румунії — відомо, що група використовувала власний прапор.
У розпал Другої світової війни, після повторного поділу регіону, Північна Трансильванія була ненадовго повернута Угорщині. На всіх приєднаних територіях було встановлено новий набір пам'ятників із зображенням орла разом із середнім гербом Угорщини. У цей проміжок часу Бела Телекі та інші місцеві інтелектуали створили регіоналістську і корпоративістську групу під назвою Трансильванська партія; він не використовував регіональний прапор та герб, але як логотип мав зображення Святого Ладислава. Зрештою регіон був повернутий Румунії під час Румунської битви в 1944 році. Після цього проєкти єдиної та незалежної Трансильванії отримали певну підтримку від Радянського Союзу, причому румунські прапори регулярно знімалися з офіційних будівель; конкретні проєкти незалежності подали Кос і Вальтер Роман, коли Теофіл Вескан проголосив себе прем'єр-міністром невизнаної країни.
Герб з трансильванським кантоном залишалася національним символом Румунії впродовж усього періоду, поки не була вилучена комуністичним пануванням (див. Герб Соціалістичної Республіки Румунія) . Режим брав участь у видаленні ознак угорського іредентизму, таких як ліпнина середнього угорського герба на пам'ятнику 1941 року в Люете (Льовете). Це було зачищено представниками громади під час румунської революції 1989 року. Навесні 1990 р. були подані проєкти герба постреволюційної Румунії. Трансильванія була помітно відображена в ескізах, поданих Марією Догару, яка також запропонувала прийняти VIRTUS ROMANA REDIVIVA як національний девіз. Герб 1921 року був відновлений, з деякими змінами, відповідно до Конституції 1992 року і знову підтверджений 2016 року.
Після відродження геральдики в посткомуністичній Румунії синій і червоний, визначені як «трансильванські кольори», використовувались для нових гербів Національного коледжу Міклоша Секелі; у реформатській церкві Сімерії в Сфанту-Георге також є фреска 1992 року з гербом Трансильванії 1765 року. У 1996 році муніципалітет Озун (Узон) показав той самий символ у штучному лісі, який святкував присутність угорців у Трансильванії та вшановував пам'ять солдатів 1848 року. Саксонська діаспора в Німеччині також продовжує використовувати регіональну символіку. У 1990-х роках ті, хто оселився в Крайльсгаймі, все ще демонстрували «трансильванський» або «саксонський кольори», описані як «синій і червоний». Використання прапора та герба було замінено приблизно в 2017 році на показ логотипу Союзу трансильванських саксів у Німеччині. Використання герба Сібіу (похідного від герба трікветри), поряд із власне Трансильванією, мало велике відродження, починаючи з 2007 року, коли місто було європейською столицею культури.
На цьому ж етапі автономістський рух секеїв почав використовувати власний похідний символ — синьо-золото-срібний прапор із сонцем і місяцем. Синьо-червоно-жовтий триколор також помічається на мітингах на підтримку збільшення автономії регіону або його угорських громад. Суперечка вибухнула в Національний день Угорщини (15 березня) 2017 року після повідомлень про те, що румунська жандармерія штрафувала людей за показ кольорів. Цей рахунок був відхилений представниками Гендермері, згідно з якими штрафи видавались тим демонстрантам, які відмовлялися розходитись після закінчення терміну дії демонстрації. Трансильванська символіка, включаючи герб, демонструвалася на футбольних матчах за участю ЧФР Клуж, який має змішану базу вболівальників Румунії та Угорщини.

Прапор, що використовувався у День Великого Союзу 1918 року
Логотип Трансильванської партії
Прапор, який використовують саксонські культурні органи
Прапор Національної ради секеїв
Неофіційний варіант прапора, що використовується в Трансильванії

### Цитати
1. ↑  Cernovodeanu, p. 129
2. ↑  Kisteleki, p. 1056
3. ↑  Byron McCandless, Gilbert Hovey Grosvenor, Flags of the World, pp. 370, 399. Washington, D. C.: National Geographic Society, 1917; Constantin Marinescu, «Le Danube et le littoral occidental et septentrional de la Mer Noire dans le Libro del Conosçimiento», in Revue Historique du Sud-Est Européen, Vol. III, Issues 1–3, January–March 1926, pp. 6–7
4. ↑  Marțian, pp. 443—445
5. ↑  Cernovodeanu, p. 131
6. 1 2  Marțian, p. 442
7. ↑  Tiron (2011), pp. 312—313
8. ↑  Tiron (2011), pp. 312—313, 315—318, 336
9. ↑  Tiron (2011), pp. 313—314, 335—337
10. ↑  Tiron (2006), p. 218
11. ↑  Cernovodeanu, p. 93
12. ↑  Tiron (2006), pp. 221—223
13. 1 2  Marțian, p. 443
14. ↑  Szekeres (2017), pp. 12–25. See also Borsos, p. 52; Marțian, p. 445; Pál-Antal, pp. 9–13
15. ↑  Borsos, p. 52; Marțian, pp. 441, 445; Pál-Antal, pp. 9–13; Szekeres (2017), pp. 13–14, 16–17
16. ↑  Marțian, pp. 445—446
17. ↑  Cernovodeanu, p. 129; Moisil, pp. 72–73
18. ↑  Marțian, p. 441; Pál-Antal, pp. 13–15; Tiron (2011), p. 318
19. ↑  Ardelean, pp. 195, 197, 203
20. ↑  Cernovodeanu, pp. 73, 130. See also Tiron (2011), pp. 312, 322—323
21. ↑  Tiron (2011), pp. 318—323
22. ↑  Tiron (2011), pp. 311, 319, 322—323. See also Cernovodeanu, p. 131; Iftimi, p. 192; Marțian, pp. 443—444
23. ↑  Cătălin Pungă, «'Planul dacic' al lui Ioan Iacob Heraclid Despot (1561—1563)», in Ioan Neculce. Buletinul Muzeului de Istorie a Moldovei, Vol. XIX, 2013, pp. 94–95
24. ↑  Cernovodeanu, pp. 130—131; Tiron (2011), pp. 310, 337—338
25. ↑  de Gérando, p. 235
26. ↑  Ardelean, pp. 203—205
27. ↑  Tiron (2006), pp. 220—221, 227, 230
28. ↑  Cernovodeanu, pp. 129, 130—131; Tiron (2011), p. 337
29. ↑  Cernovodeanu, pp. 133—134; Tiron (2011), pp. 308—310, 337. See also Pál-Antal, p. 17; Szekeres (2017), p. 26
30. ↑  Cernovodeanu, pp. 131—133; Moisil, pp. 76–77; Pál-Antal, p. 17; Szekeres (2017), pp. 26–27; Tiron (2011), pp. 310, 324—335
31. 1 2 3  Cernovodeanu, p. 133
32. 1 2 3  Moisil, p. 74
33. ↑  Ștefan Andreescu, «Comerțul danubiano-pontic la sfârșitul secolului al XVI-lea: Mihai Viteazul și 'drumul moldovenesc'», in Studii și Materiale de Istorie Medie, Vol. XV, 1997, p. 43; Nicolae Iorga, «Note despre vechea Bucovină», in Revista Istorică, Vol. I, Issue 5, May 1915, pp. 86–87
34. ↑  Cernovodeanu, pp. 131—134; Tiron (2011), pp. 310—311, 338
35. ↑  Cernovodeanu, pp. 132, 133; Kisteleki, p. 1056
36. ↑  Tiron (2011), pp. 311—313
37. ↑  Tiron (2011), pp. 330—331, 338
38. ↑  Cernovodeanu, pp. 69–73. See also Moisil, p. 78
39. ↑  Cernovodeanu, pp. 72–73, 134
40. ↑  Szekeres (2017), pp. 24–25
41. ↑  Tiron (2011), p. 338
42. 1 2 3 4 5 6  Iosif Sterca-Șuluțiu, «Tricolorul românesc. (Fine.)», in Gazeta Transilvaniei, Issue 206/1910, p. 2
43. ↑  Constantin Rezachevici, «Istorie cunoscută… mai puțin. Bătălia de la Guruslău în viziunea lui Hans von Aachen», in Magazin Istoric, May 2010, pp. 16–17
44. ↑  Pál, p. 97
45. ↑  Péter Váczy, «Die ungarische Nationalfahne», in Ungarn, Vol. 2, 1941, pp. 535—536
46. ↑  Cernovodeanu, pp. 73, 134
47. ↑  Cernovodeanu, p. 134
48. ↑  Tiron (2006), p. 226. See also Kisteleki, p. 1057; Moisil, p. 74
49. ↑  Tóth, p. 120
50. ↑  Tiron (2006), p. 233
51. ↑  Cernovodeanu, p. 135; Szekeres (2017), pp. 31–32
52. ↑  János Mihály, «Bethlen Gábor fejedelemzászlóiról», in Örökségünk, Issue 2/2014, p. 9
53. ↑  Gyulai, passim
54. ↑  Gyulai, pp. 30–31
55. ↑  Gyulai, p. 32; Tóth, pp. 124, 126—130
56. ↑  Vencel Bíró, Erdély követei a portán, p. 104. Cluj: Minerva, 1921
57. ↑  Cernovodeanu, p. 135; Szekeres (2017), pp. 32–35
58. ↑  Cernovodeanu, pp. 136—137
59. ↑  Mirela Cărăbineanu, «Hârtia în Cancelaria princiară a Transilvaniei. Câteva aspecte privind filigranele», in Anuarul Institutului de Istorie George Barițiu. Series Historica, Supplement 1: «Literacy Experiences Concerning Medieval and Modern Transylvania», 2015, pp. 357—359
60. ↑  Szidónia Weisz, «Ars heraldica. Heraldica lui Pápai Páriz Ferenc», in Libraria. Studii și Cercetări de Bibliologie, Vol. VIII, 2009, [n. p.]
61. ↑  Tiron (2006), pp. 227—229
62. ↑  Borsos, pp. 52–53; Cernovodeanu, pp. 134—136; Kisteleki, p. 1057; Pál-Antal, pp. 13–15, 17–20; Szekeres (2017), pp. 40–42
63. ↑  Cernovodeanu, p. 136; Kisteleki, p. 1057; Marțian, p. 441; Pál-Antal, p. 18; Szekeres (2017), pp. 40–42
64. ↑  Cernovodeanu, p. 136; Pál-Antal, pp. 14–15; Szekeres (2017), p. 42
65. ↑  Mihaela Mehedinți, «Transylvanian Identities: Swedish Travellers' Observations for the 17th–19th Centuries Realities [sic]», in Studia Universitatis Babeș-Bolyai. Historia, Vol. 57, Special Issue, December 2012, pp. 50–51
66. ↑  Cernovodeanu, pp. 134—136; Marțian, pp. 441—443; Moisil, p. 74; Pál-Antal, pp. 13–15, 17–20; Papoiu & Căpățînă, p. 198; Popescu, p. 197; Szekeres (2017), pp. 40–42
67. ↑  Marțian, pp. 441—443
68. ↑  Pál-Antal, pp. 13–15; Szekeres (2017), pp. 40–42
69. 1 2 3  Moisil, p. 75
70. ↑  Iftimi, pp. 191—192
71. ↑  Constantin Iconomu, «Noi date arheologice despre județul Vaslui rezultate dintr-o donație», in Arheologia Moldovei, Vols. XXIII—XXIV, 2000—2001, p. 278
72. ↑  de Gérando, pp. 134—135
73. ↑  Kisteleki, p. 1057
74. ↑  Cernovodeanu, p. 137
75. ↑  Szekeres (2017), pp. 42–45. See also Borsos, pp. 53–54; Kirițescu, p. 105
76. ↑  Phillips, pp. 53, 89, 111
77. ↑  Papoiu & Căpățînă, pp. 197—198
78. ↑  György Antal Diószegi, «Zászlótartó hõseink az 1848–49. évi dicsõséges magyar szabadságharc csatáiban», in ARACS, Vol. XIV, Issue 1, 2014, p. 25; Attila Pandula, «Fejezetek az 'árpádsávos' zászló és lobogótörténetéből», in Jog. Történeti Szemle, Special Issue, 2007, p. 53
79. ↑  Cernovodeanu, pp. 137—138. See also Szekeres (2017), p. 14
80. ↑  Marțian, pp. 443—444
81. ↑  Borsos, pp. 54–55; Cernovodeanu, p. 137
82. 1 2 3  Cernovodeanu, p. 138
83. ↑  Borsos, p. 52; Cernovodeanu, p. 138; Moisil, p. 75
84. ↑  Borsos, pp. 52–55; Szekeres (2017), p. 46
85. ↑  Berariu I, pp. 1, 3 & II, p. 4; Olaru, p. 391
86. ↑  Lupaș, pp. 355—356; Szabo, p. 333
87. ↑  Szabo, pp. 333—334
88. ↑  Lupaș, p. 356
89. ↑  Serbările, pp. 70, 345, VIII
90. ↑  Papoiu & Căpățînă, p. 198
91. ↑  Rolf Kutschera, «Guvernatorii Transilvaniei, 1691—1774», in Anuarul Institutului de Istorie Națională, Vol. IX, 1943—1944, pp. 182—184
92. ↑  Ștefan Pascu, «Știri noui privitoare la revoluțiunea lui Horia», in Anuarul Institutului de Istorie Națională, Vol. IX, 1943—1944, p. 361
93. ↑  Ioan C. Băcilă, «Portretele lui Horia, Cloșca și Crișan», in Transilvania, Vol. LIII, Issue 1, January 1922, pp. 22–23, 29–31, 46, 48–52, 60–61; Paula Virag, «'Horea — Rex Daciae' — Considerations on the Numismatic Symbols of the Peasants' Uprising of 1784—1785», in Acta Mvsei Napocensis. Series Historica, Vol. 52, Issue II, 2015, pp. 81–89
94. ↑  Marin Sâmbrian-Toma, «Carte veche de istorie din anii 1791—1828 în colecții din Craiova», in Annales Universitatis Apulensis. Series Historica, Vol. XII, 2008, pp. 152—153
95. 1 2  Phillips, p. 54
96. ↑  de Gérando, p. 152
97. ↑  Kirițescu, pp. 104, 105
98. ↑  «Fișele exponatelor», in Valeriu Cavruc, Andrea Chiricescu (eds.), Sarea, Timpul și Omul. Catalog de expoziție, pp. 245—246. Sfântu Gheorghe: Editura Angustia, 2006. ISBN 973-85676-8-8
99. ↑  de Gérando, pp. 51–54
100. ↑  István Demeter, Zoltán Miklós, «Egy jelentéktelen családi örökség közkincsé válása — egy 19. század eleji székelykapu restaurálása», in Isis. Erdélyi Magyar Restaurátor, Vol. 6, 2007, p. 32
101. ↑  Forró, p. 329
102. ↑  Katalin Ágnes Bartha, «Theatre Inauguration Ceremony and Symbolic Representation», in Studia Universitatis Babeș-Bolyai. Dramatica, Vol. XII, Issue 2, 2017, pp. 29–31
103. ↑  Minerva Nistor, «Brașovul în izvoare cartografice și iconografice», in Cumidava, Vol. IV, Issue IX (Part 1), 1970, pp. 55–56
104. ↑  Pál, pp. 107—110. See also Barițiu, p. 41
105. ↑  Borsos, pp. 55–56
106. ↑  Barițiu, p. 25
107. ↑  Pál, p. 122; Szádeczky-Kardoss, pp. 194, 196
108. ↑  Barițiu, p. 146
109. ↑  Alexandru Ceușianu, "Vremuri de osândă. Revoluția 1848/49 din perspectiva unui orășel ardelenesc «, in Țara Bârsei, Vol. VI, Issue 4, July–August 1934, pp. 321—322
110. ↑  Pál, pp. 115, 117—118. See also Barițiu, pp. 48, 51–52, 56, 139
111. ↑  Pál, pp. 111—113, 117
112. ↑  Cernovodeanu, pp. 139, 150; Dogaru, pp. 449—450
113. ↑  Cernovodeanu, p. 150
114. ↑  Sbiera, p. 219; Pál, p. 114; Teșculă & Gavrilă, pp. 204—205
115. ↑  Pălănceanu, pp. 139—142
116. ↑  Pál, p. 113
117. ↑  Pălănceanu, p. 139; Sbiera, p. 219. See also Berariu I, p. 3; Olaru, pp. 390, 393
118. 1 2  Ioan Pușcariu, „Adunarea națională din 3/15 Maiu 1848“, in Gazeta Transilvaniei, Issue 130/1913, p. 3
119. ↑  Pál, pp. 113—114
120. ↑  Berariu I, p. 2; Neagu, p. 318
121. ↑  Camil Mureșanu, „Adunarea națională de la Blaj. Relatări din presa vremii“, in Acta Mvsei Porolissensis, Vol. XXX, 2008, p. 280
122. ↑  Berariu I, p. 3; Neagu, p. 318; Olaru, p. 393; Sbiera, p. 219
123. ↑  Berariu I, p. 3; Sbiera, p. 219; Tiron (2001), p. 517
124. ↑  Teșculă & Gavrilă, p. 205
125. ↑  Barițiu, pp. 138—140, 226—227; Berariu I, p. 3; Pál, pp. 114—115. See also Szádeczky-Kardoss, p. 195
126. ↑  Pál, pp. 120—121
127. ↑  Barițiu, pp. 139—140
128. ↑  Olaru, pp. 390, 392—393; Sbiera, pp. 219—221
129. ↑  Olaru, p. 391
130. ↑  Pălănceanu, pp. 139—142. See also Berariu I, p. 3
131. ↑  Pál, pp. 117—120
132. ↑  Valer Rus, „Războiul civil ardelean (1848—1849) și petițiile văduvelor maghiare“, in Țara Bârsei, Vol. XIII, Issue 13, 2014, pp. 45, 58, 61–62
133. ↑  Pál-Antal, p. 20
134. ↑  Doru Radoslav, „Ierarhul și Monarhul: o întâlnire admirabilă la 1852“, in National Commission for Church History (ed.), In Memoriam: Mitropolitul Andrei Șaguna. 1873—2003, p. 136. Cluj-Napoca: Editura Renașterea, 2003. ISBN 973-8248-38-8
135. ↑  Berariu I, p. 1 & II, p. 3; Neagu, p. 318
136. ↑  Pál-Antal, pp. 20–21
137. ↑  Gherghina Boda, «Expoziția națională a Astrei de la Brașov (1862)», in Țara Bârsei, Vol. 11, 2008, pp. 97–99
138. ↑  «Nouvelles étrangères. Autriche. Hermannstadt (Transylvanie), 27 juillet», in Journal des Débats, August 4, 1863, p. 1; Viola Pop, «Ardealul autonom și pretențiile naționale romănești [sic] la dieta din Sibiiu de la 1863–64, după o nouă carte maghiară», in Revista Istorică, Vol. XXV, Issues 10–12, October–December 1939, p. 354
139. ↑  Mureșan, pp. 65–66
140. ↑  Cernovodeanu, pp. 22, 141
141. ↑  Cernovodeanu, pp. 22–23, 139
142. ↑  Cernovodeanu, pp. 139, 155; Dogaru, p. 450
143. ↑  Borsos, p. 56; Moisil, p. 75; Szekeres (2017), pp. 46–47
144. ↑  Moisil, p. 75; Pál-Antal, p. 21
145. ↑  Ioan Chindriș, Anca Elisabeta Tatay, «An Armenian Man of Culture and Artist from Transylvania. Zacharias Gábrus (Zacharija Gabrušjan) and His Heraldic Manuscript», in Series Byzantina. Studies on Byzantine and Post-Byzantine Art, Vol. IX (Art of the Armenian Diaspora. Proceedings of the Conference, Zamość, April 28–30, 2010), 2011, p. 143
146. ↑  Pálffy, pp. 35, 37. See also Berariu I, p. 1
147. ↑  Vasile Maciu, «Un pasionat luptător pentru Unire: B. P. Hasdeu», in Magazin Istoric, April 1970, p. 26
148. ↑  Cernovodeanu, pp. 139, 302—303
149. ↑  Mureșan, pp. 63–65, 71–73. See also Cernovodeanu, pp. 139, 302—303
150. ↑  Un Brașovean, «Corespondențe particulare ale Telegrafului Român. Brașov, 18 Maiu», in Telegraful Român, Issue 59/1881, p. 235
151. ↑  «Sibiiu, 19 Decemvrie st. v.», in Tribuna, Issue 200/1885, p. 1
152. ↑  «Sfințirea stégului Reuniunii române de gimnastică și cântări din Brașov», in Familia, Issue 47/1885, pp. 560—561
153. ↑  Neș, pp. 168—170, 345, 355, 451
154. ↑  V., «Corespondențe particulare ale Telegrafului Român. Steagul din Beiuș», in Telegraful Român, Issue 65/1888, pp. 260—261
155. ↑  Raport, «Corespondințe. Manevrele militare în Bistrița», in Unirea. Fóia Bisericéscă-Politică, Issue 38/1891, pp. 299—300
156. ↑  «Din pildele trecutului. D-l Vaida-Voevod despre tineri și bătrâni», in Gazeta Transilvaniei, Issue 99/1936, p. 1
157. ↑  Rozalinda Posea, «O festivitate publică controversată, sărbătoarea Milleniului», in Țara Bârsei, Vol. X, Issue 10, 2011, p. 117
158. ↑  «Cronică. O nouă condamnare», in Foaia Poporului, Issue 11/1903, p. 129
159. ↑  Neș, pp. 200, 400—401
160. ↑  Neș, p. 401
161. ↑  Dogaru, pp. 450—453
162. ↑  Mureșan, pp. 66–67
163. ↑  Olaru, pp. 387—392
164. ↑  Laura Pop, «Despre Rösseltanz la Saschiz», in Tradiții Mureșene. Revistă Anuală de Etnografie și Patrimoniu Cultural, 2012, pp. 4–12
165. ↑  «Sașii pentru culorile lor naționale», in Tribuna Poporului, Issue 110/1898, p. 1
166. ↑  Konrad Klein, «'… Seine Kunst in den Dienst unserer Nationalen Sache gestellt'. Anmerkungen zu Georg Bleibtreus Historienbild 'Die Einwanderung der Sachsen nach Siebenbürgen und die Gründung von Hermannstadt'», in Ioan Marin Țiplic, Konrad Gündish (eds.), Sașii și concetățenii lor ardeleni / Die Sachsen und ihre Nachbarn in Siebenbürgen. Studia in Honorem Dr. Thomas Nägler, pp. 287—298. Alba Iulia: Altip, 2009. ISBN 978-973-117-213-2
167. ↑  Nicolae Iorga, «Compte-rendus. Friedrich Teutsch, Geschichte der siebenbürger Sachsen, IV», in Revue Historique du Sud-Est Européen, Vol. IV, Issues 1–3, January–March 1927, p. 64
168. ↑  «Steagul săsesc în Bistrița», in Foaia Poporului, Issue 29/1889, p. 346
169. ↑  Delia Cotârlea, «Repräsentation reformatorischer Ideale am Beispiel des Dramas Johannes Honterus von Traugott Teutsch», in Kronstädter Beiträge zur Germanistischen Forschung, Vol. 18, 2018, p. 153
170. ↑  Mircea Abrudan, «Die Haltung der Evangelischen Landeskirche A. B. in Siebenbürgen gegenüber dem Ausbruch des Ersten Weltkriegs. Anhang. Bischof Dr. Friedrich Teutsch: Treue zum Herrscherhaus. Eine Ansprache», in Rudolf Gräf, Veronika Zwing (eds.), Österreichisch-Siebenbürgische Kulturbeiträge. Schriftenreihe der Österreich-Bibliothek Cluj-Napoca — Klausenburg — Kolozsvár, Vol. 7, p. 84. Cluj-Napoca: Presa Universitară Clujeană, 2017. ISBN 978‐606‐37‐0143-6 Помилка параметра в {{ISBN}}: недійсний символ
171. ↑  «Informațiuni. In contra culorilor săsești», in Tribuna, Issue 120/1909, p. 5
172. ↑  A. V. din Bucuresci, «Formațiunea limbei și a neamului român. (Urmare și fine.)», in Ungaria. Revistă Socială-Stientifică-Literară, Vol. I, Issue 9, June 1892, p. 367
173. ↑  Berariu I, p. 2 & II, pp. 3, 4
174. ↑  «Din dietă», in Foaia Poporului, Issue 48/1910, p. 2
175. ↑  Serbările, p. 414
176. ↑  Alexandru Constantin Chituță, «Octavian Smigelschi — inițiatorul picturii monumentale și naționale bisericești», in Transilvania, Issue 1/2017, pp. 32–33; Cornel Tatai-Baltă, «Caracterul militant al artei plastice blăjene», in Sargetia. Acta Musei Devensis, Vol. III, 2012, p. 452
177. ↑  Serbările, pp. 3, 63, 277, 405
178. ↑  Serbările, p. 128
179. ↑  «Interpelația dlui Dr. Ștefan C. Pop în chestia disolvării adunării poporale dela Alba Iulia (Continuare)», in Românul (Arad), Issue 120/1914, p. 4
180. ↑  Radu, pp. 143, 144; Scurtu, p. 133
181. ↑  Radu, p. 143
182. ↑  Scurtu, pp. 135—136
183. 1 2  Borsos, p. 56
184. ↑  Norbert Varga, «Az Osztrák—Magyar Monarchia középcímere», in Jog. Történeti Szemle, Special Issue, 2007, p. 94
185. ↑  Pálffy, p. 35
186. ↑  Neagu, p. 319; Neș, pp. 520—521, 527, 566; Pălănceanu, pp. 142—143
187. ↑  Radu, pp. 147, 148—149, 157
188. ↑  Pălănceanu, pp. 142—143; Tămâian, passim
189. ↑  Tămâian, p. 15
190. ↑  Vasile Goldiș, «Propunerea Unirii la Alba-Iulia. Adnotațiuni», in Limba Română, Issues 1–2/2018, pp. 47–48
191. ↑  Liliana Popa, «Mărturii documentare săsești despre momentul Marii Uniri», in Collegium Mediense, Vol. VI (Comunicări Științifice XV), 2016, p. 88
192. ↑  Albert Klingenspohr, Hansotto Drotloff, «Cartea de Onoare a membrilor comunității evanghelice Mediaș, combatanți în Primul Război Mondial» and Helmuth Julius Knall, «Mediașul în perioada Marii Uniri», in Vasile Mărculeț, Helmuth Julius Knall (eds.), Mediașul și Marea Unire. Studii (Bibliotheca Historica Mediensis XXXI), pp. 19–20, 60–61, 64. Mediaș: Editura Crisserv, 2018. ISBN 978-973-8990-68-5
193. ↑  Nicolae Iorga, Memorii. Vol. III: Tristețea și sfârșitul unei domnii, p. 41. Bucharest: Editura Națională Ciornei, 1931. OCLC 5673988
194. ↑  «Comunicări. Nr. 3797. — Arborarea drapelelor», in Renașterea, Issue 25/1924, p. 5
195. ↑  «How Minorities Live. Rumania», in Danubian Review, Vol. VI, Issue 11, April 1939, p. 53
196. ↑  Tiron (2001), pp. 511—512, 520—521
197. ↑  Szekeres (2013), p. 288 & (2017), p. 47; Tiron (2001), pp. 516, 518, 526, 532
198. ↑  Cernovodeanu, p. 139. See also Marțian, p. 446
199. ↑  Moisil, pp. 83–84; Popescu, p. 197
200. ↑  Onoriu Stoica, Adrian Frunză, «Contribuții la cunoașterea 'insignelor onorifice' militare românești (I)», in Oltenia. Studii. Documente. Cercetări, Issue 1, 2013, p. 269
201. ↑  Tiron (2001), p. 525
202. ↑  Miklós Zeidler, «Irredentism in Everyday Life in Hungary during the Inter-war Period», in Regio. A Review of Studies on Minorities, Politics, and Society, 2002, p. 73
203. ↑  Victoria Tudor, «Mărci înregistrate în județul Alba în perioada interbelică», in Patrimonivm Apvlense, Vols. X—XI, 2011, p. 122
204. ↑  Forró, pp. 327—329
205. ↑  Gábor Egry, «Minority Elite, Continuity, and Identity Politics in Northern Transylvania: The Case of the Transylvanian Party», in Victor Karady, Borbála Zsuzsanna Török (eds.), Cultural Dimensions of Elite Formation in Transylvania (1770—1950), pp. 186—215. Cluj-Napoca: Ethnocultural Diversity Resource Center, 2008. ISBN 978-973-86239-6-5
206. ↑  Roland Olah, Gariel Moisa, «Stare de spirit și tendințe autonomiste în Transilvania de Nord postbelică», in Gaudeamus. Alma Mater Crisiensis, Issue III, 2015/2016, pp. 101—105
207. ↑  Forró, p. 328
208. ↑  Tiron (2001), p. 517
209. ↑  Szekeres (2017), p. 47. See also Popescu, pp. 196—197
210. ↑  Szekeres (2013), p. 288, 290—291
211. ↑  György Beke, «Sorskérdések. Fáklya-sors. Egy székely tanár portréjához», in Honismeret, Issue 1/1999, p. 51
212. ↑  «Das 9. Tartlauer Treffen vom 26. Sept. '98 in Schnelldorf bei Crailsheim», in Das Tartlauer Wort, Issue 33/1998, p. 2
213. ↑  Hermanik, pp. 221—222
214. ↑  Monica Stroe, «Sibiu, Capitală Europeană a Culturii 2007: Germanitatea sașilor ca brand cultural românesc», Ovidiu Oltean, Remus Gabriel Anghel, Christian Schuster (eds.), Reinventând germanitatea. Etnicizare, mobilitate și împrumut cultural la marginea Europei, pp. 118—121. Bucharest: Tritonic, 2017. ISBN 978-606-749-316-0
215. ↑  Hermanik, pp. 119—120, 202
216. ↑  Péter Csillag, «Kolozsvári futballmítoszok — Egy rejtőzködő klubjellemrajza, a valós és vélt kötődések szerepea CFR 1907 Cluj magyarországi megítélésében», in Erdélyi Társadalom, Vol. 13, Issue 2, 2015, p. 175